# Bronisław Chromy

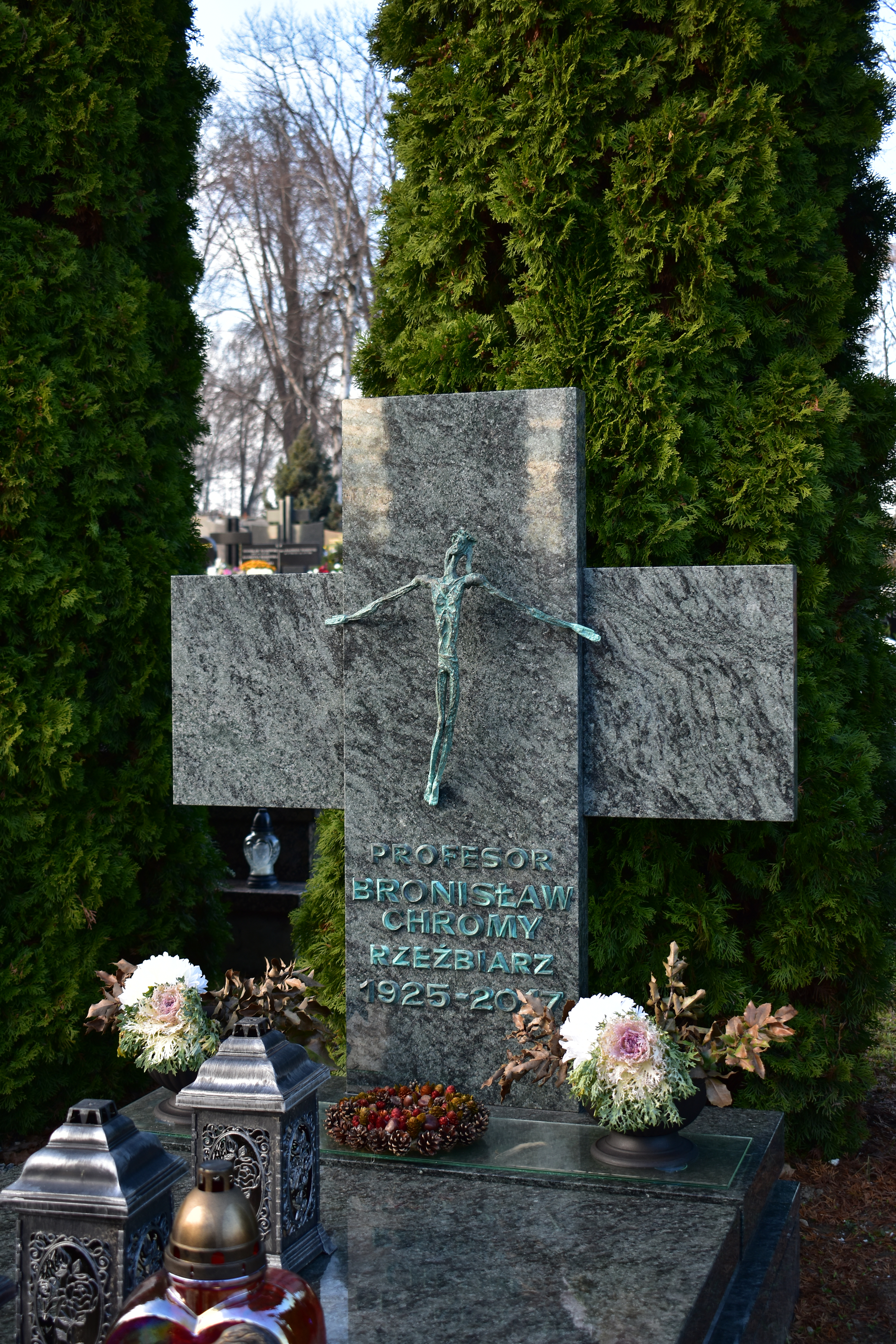
Grób Bronisława Chromego na Cmentarzu Salwatorskim.

Bronisław Chromy (ur. 3 czerwca 1925 w Leńczach, zm. 4 października 2017 w Krakowie) – polski artysta rzeźbiarz, medalier, malarz, rysownik, profesor Akademii Sztuk Pięknych w Krakowie.

## Życiorys
Urodził się we wsi Leńcze k. Lanckorony jako syn Andrzeja i Marii z domu Sikora, w niezamożnej wielodzietnej rodzinie, która z trudem zaspokajała swoje potrzeby. Śmierć ojca zmusiła go do ciężkiej pracy w rodzinnym gospodarstwie rolnym i poważnie utrudniła rozwijanie wrodzonych zdolności artystycznych.
Po II wojnie światowej, za sprawą starszego brata Jana, znalazł zatrudnienie w artystycznej odlewni metalu Franciszka Tieslera przy ul. Rymarskiej w Krakowie. Tutaj na jego prace zwrócił uwagę popularny w owym czasie rzeźbiarz – Karol Hukan, za którego namową i poleceniem rozpoczął – po uprzednim, w błyskawicznym tempie, w trybie eksternistycznym, ukończeniu krakowskiego Liceum Sztuk Plastycznych – studia na krakowskiej Akademii Sztuk Pięknych, gdzie był uczniem Xawerego Dunikowskiego. Studia ukończył w 1956. Kilkakrotnie aresztowany przez UB, parę razy trafił do krakowskiego więzienia na Montelupich. Został pedagogiem ASP, początkowo, przez 17 lat w jej filii w Katowicach, a od połowy lat 70. w samym Krakowie w pracowni rzeźby na wydziale grafiki tej uczelni.
W latach 1983–1990 był członkiem Narodowej Rady Kultury. W latach 1986–1989 należał do Ogólnopolskiego Komitetu Grunwaldzkiego, a w latach 1988–1990 – Rady Ochrony Pamięci Walk i Męczeństwa. Od 1994 był członkiem czynnym Polskiej Akademii Umiejętności.
Brał udział w wystawach krajowych i zagranicznych; wystawy indywidualne m.in. w Krakowie (1961, 1962, 1964, 1965, 1967, 1969, 1972, 1974), w Warszawie (1968, 1978), Zakopanem (1969, 1973), Toruniu, Białymstoku, Katowicach i Łomży.
Pozaartystyczną pasją Bronisława Chromego, już na I roku studiów, stało się żeglarstwo i Mazury. Pierwszy patent żeglarski (żeglarza) uzyskał w studenckim ośrodku żeglarskim w Giżycku, nad jeziorem Niegocin. Za namową szwagra (leśniczego w leśnictwie Piekło) kupił w Wielowsi k. Ostródy zrujnowany dom, który przebudował według własnego projektu jako swój „Dom Letniej Pracy Twórczej”, gdzie przede wszystkim malował. Prace powstałe w tym letnim plenerze prezentował następnie w swojej galerii autorskiej w Krakowie. Inną pasją Bronisława Chromego była twórczość poetycka, zwieńczona wydanymi tomikami, m.in. tomik pt. „Słowem rzeźbione”.
Został pochowany na Cmentarzu Salwatorskim.

## Prace rzeźbiarskie
- „Sowy”, planty w Krakowie (1961)
- Figura św. Józefa w kościele oo. redemptorystów w Toruniu[10]
- Krzyż w kościele pw. Ducha Świętego w Szczecinku (1966)
- Rzeźba smoka wawelskiego koło Smoczej Jamy (1970)
- Fontanna „Grajków” na placu Wolnica w Krakowie (1974)
- Pomnik braterstwa broni partyzantów polskich i radzieckich na Porytowym Wzgórzu w Lasach Janowskich (1974)
- Pomnik nagrobny Nikifora Krynickiego (1975)
- Pomnik 50-lecia pierwszej komuny miejskiej w Czeladzi (1977)
- „Ukrzyżowanie. Z życia do życia”, postać Chrystusa w kościele Arka Pana w Nowej Hucie (1977)
- Pomnik Żołnierza Polskiego w Katowicach (1978)
- Pomnik Jana Pawła II w Tarnowie (1981)
- Drzwi kościoła pw. św. Maksymiliana Kolbego w Tarnowie
- Pietà w kościele w Nowym Sączu-Zawadzie (1981)
- Drzwi w brązie w kościele w Nienadówce koło Rzeszowa, poświęcone pomordowanym w obozach koncentracyjnych (1980)
- Pomnik radziecko-polskiego braterstwa broni w Riazaniu (1983)
- Narcyz Wiatr „Zawojny”, planty w Krakowie
- Stacje drogi krzyżowej i metaloplastyka ołtarzowa z postacią Chrystusa w kościele Najświętszego Serca Pana Jezusa w Bielsku-Białej (1984)
- Pomnik ku czci wojska polskiego z okazji 40. rocznicy zakończenia II wojny światowej w Krynicy-Zdroju; inskrypcja na pomniku: „Obrońcom – zwycięzcom” (1985)
- Pomnik Żołnierzom Polskim Walczącym na Wszystkich Frontach II WŚ, Kraków ul. Powiśle (1992)
- Statuetka „Oskar serca / Serce za serce” wręczana najhojniejszym sponsorom Fundacji Rozwoju Kardiochirurgii im. prof. Zbigniewa Religi (1992)
- Pomnik Jana Pawła II w Zielonkach (1998)
- Pomnik „Piwnicy pod Baranami” w parku Decjusza w Krakowie (2000)
- Pomnik psa Dżoka w Krakowie (2001)
- Pomnik Jana Pawła II w Leńczach (2002)
- Pomnik Fryderyka Chopina w Muzeum Żup Krakowskich w Wieliczce (2010)
- Pomnik Fryderyka Chopina przy ul. Oławskiej we Wrocławiu (2010)
- Medal im. Michała Oczapowskiego[11].

## Publikacje
- Słowem rzeźbione [tomik wierszy], Kraków.
- Kamień i marzenie [autobiografia], Kraków 2005.

## Nagrody i odznaczenia
- Nagroda Miasta Krakowa (1972)[12]
- Grand Prix za medal ku czci Dantego w Rawennie (1973)
- Nagroda Prezesa Rady Ministrów I stopnia (1979)
- Krzyż Kawalerski Orderu Odrodzenia Polski
- Krzyż Oficerski Orderu Odrodzenia Polski
- Krzyż Komandorski z Gwiazdą Orderu Odrodzenia Polski (16 kwietnia 1999, w uznaniu wybitnych zasług dla kultury polskiej, za osiągnięcia w pracy artystycznej)[13]
- Medal 40-lecia Polski Ludowej (1984)[14]
- Medal Komisji Edukacji Narodowej
- Odznaka tytułu honorowego „Zasłużony dla Kultury Narodowej” (1986)[15]
- Złoty Medal „Zasłużony Kulturze Gloria Artis”[16]
- Order Przyjaźni Narodów (ZSRR, 1987)[17]
- Nagroda „Trybuny Ludu” (1984)[18]

## Galeria

### Rzeźby

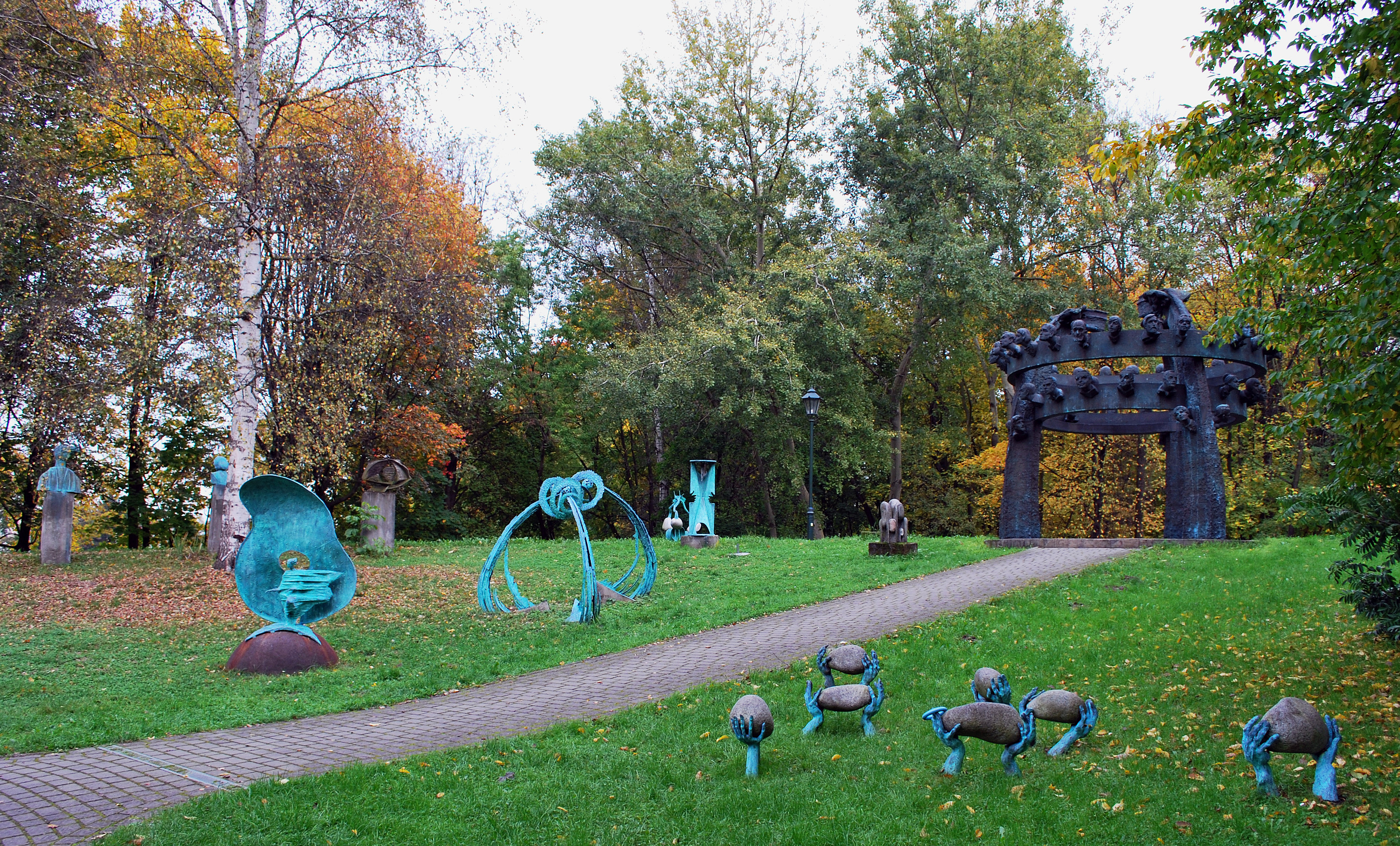
Autorska Galeria Rzeźby Bronisława Chromego
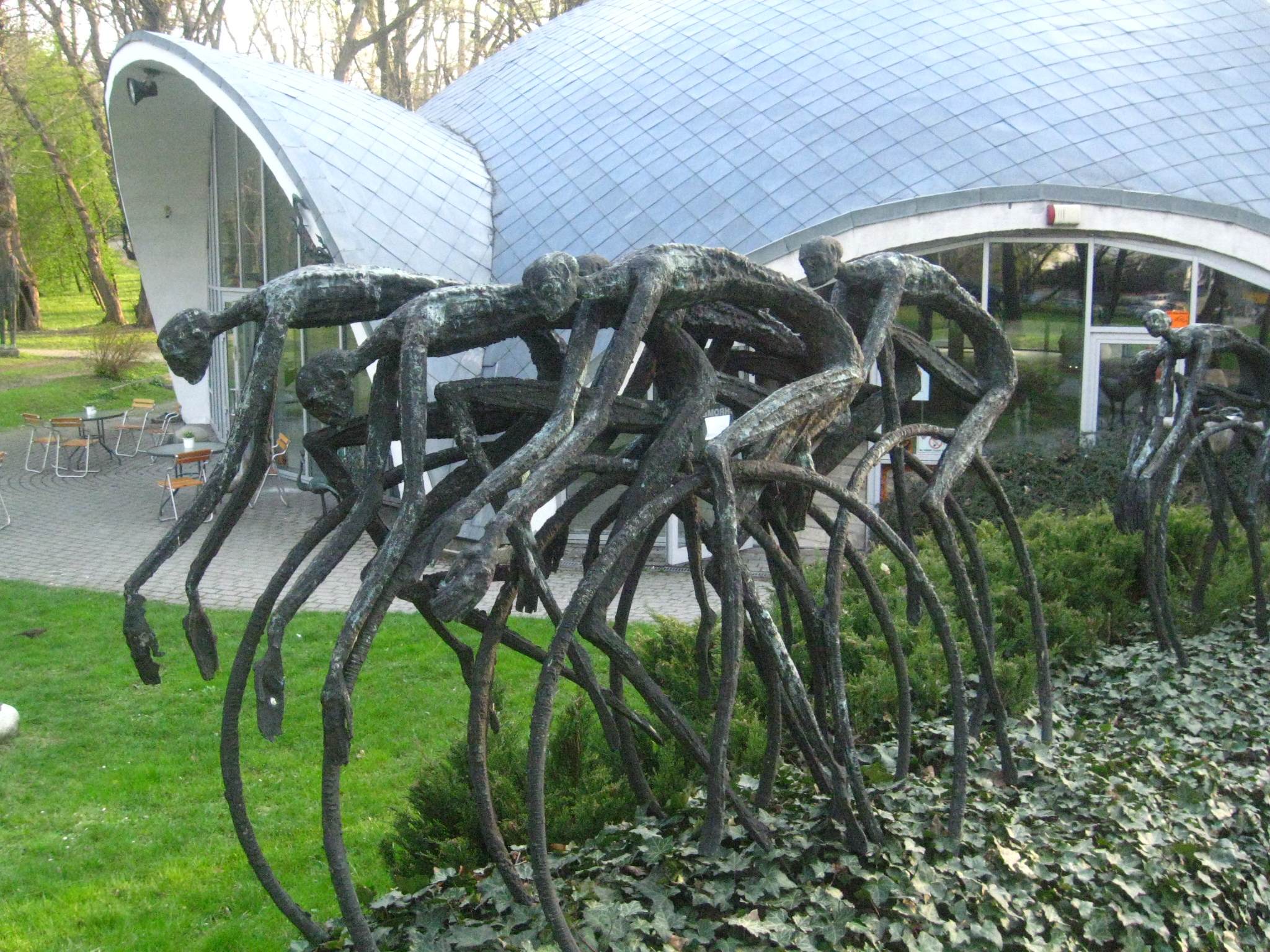
Rzeźba B. Chromego Rowerzyści, w tle galeria autorska B. Chromego „Muszelka”
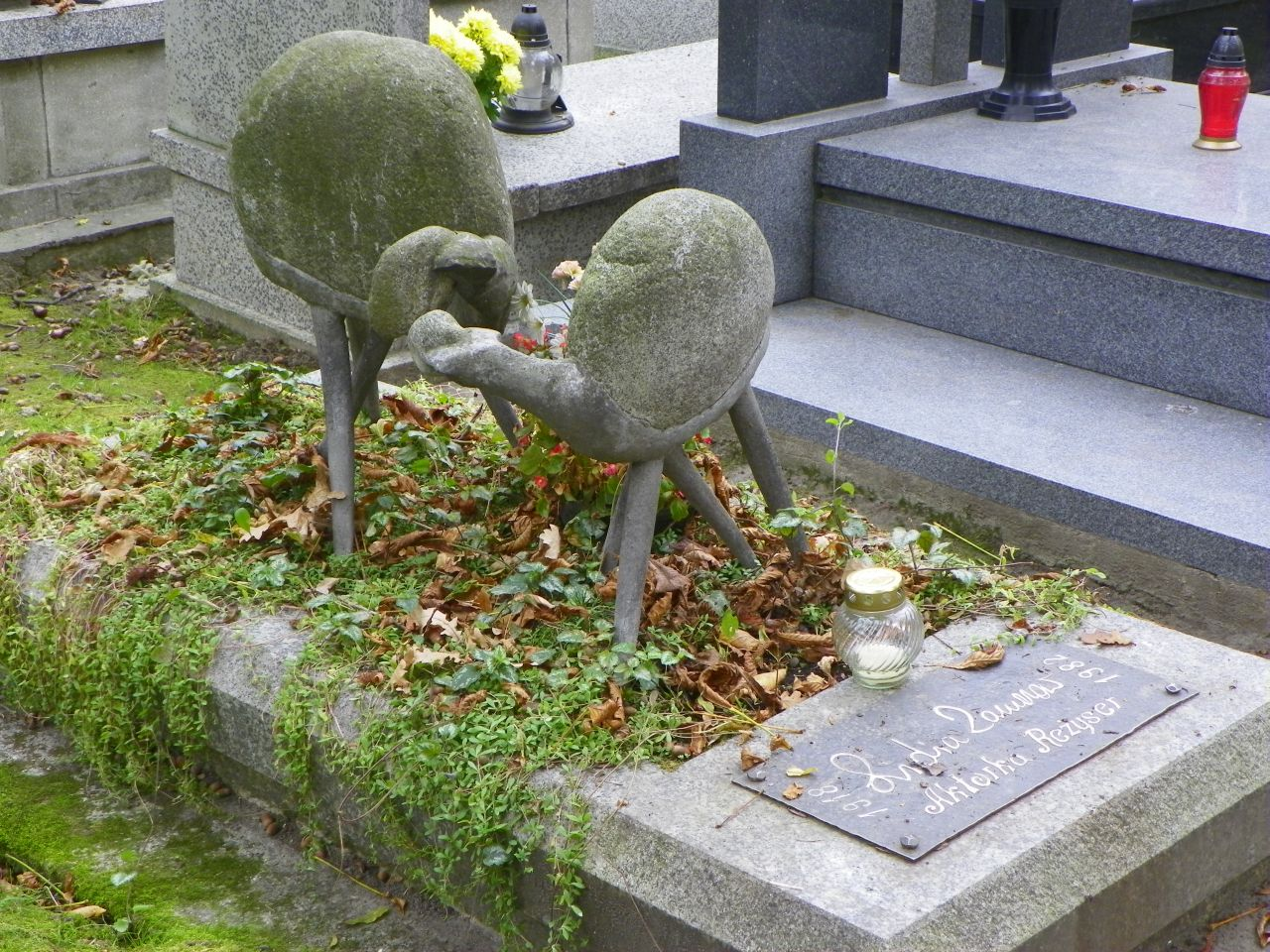
Nagrobek Lidii Zamkow na cmentarzu Rakowickim w Krakowie z rzeźbą B. Chromego
Rzeźba „Sowy” (1961), Kraków Planty
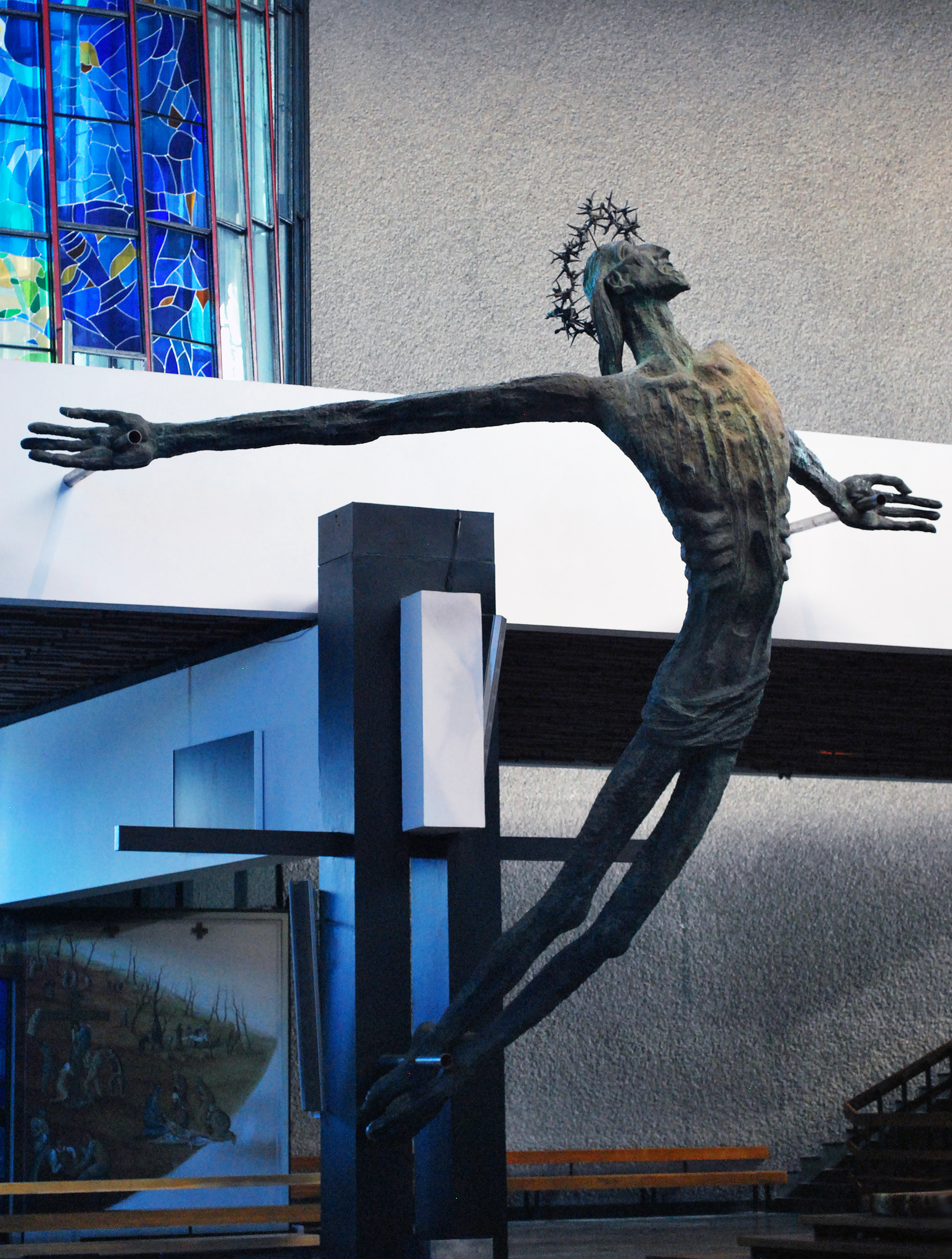
„Ukrzyżowanie. Z życia do życia” nowohucki kościół Arka Pana (1977)
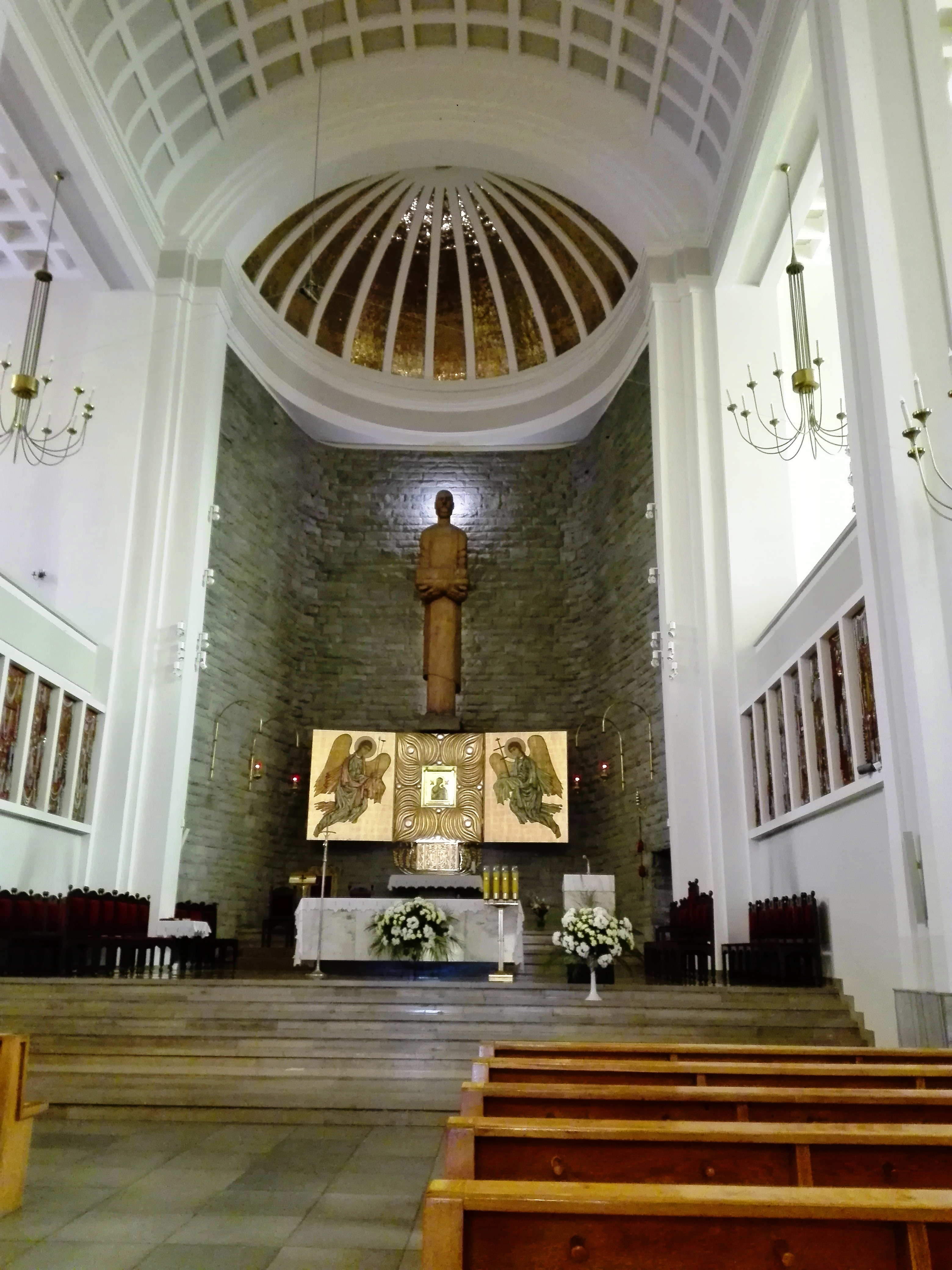
Rzeźba św. Józefa w prezbiterium kościoła św. Józefa, Toruń
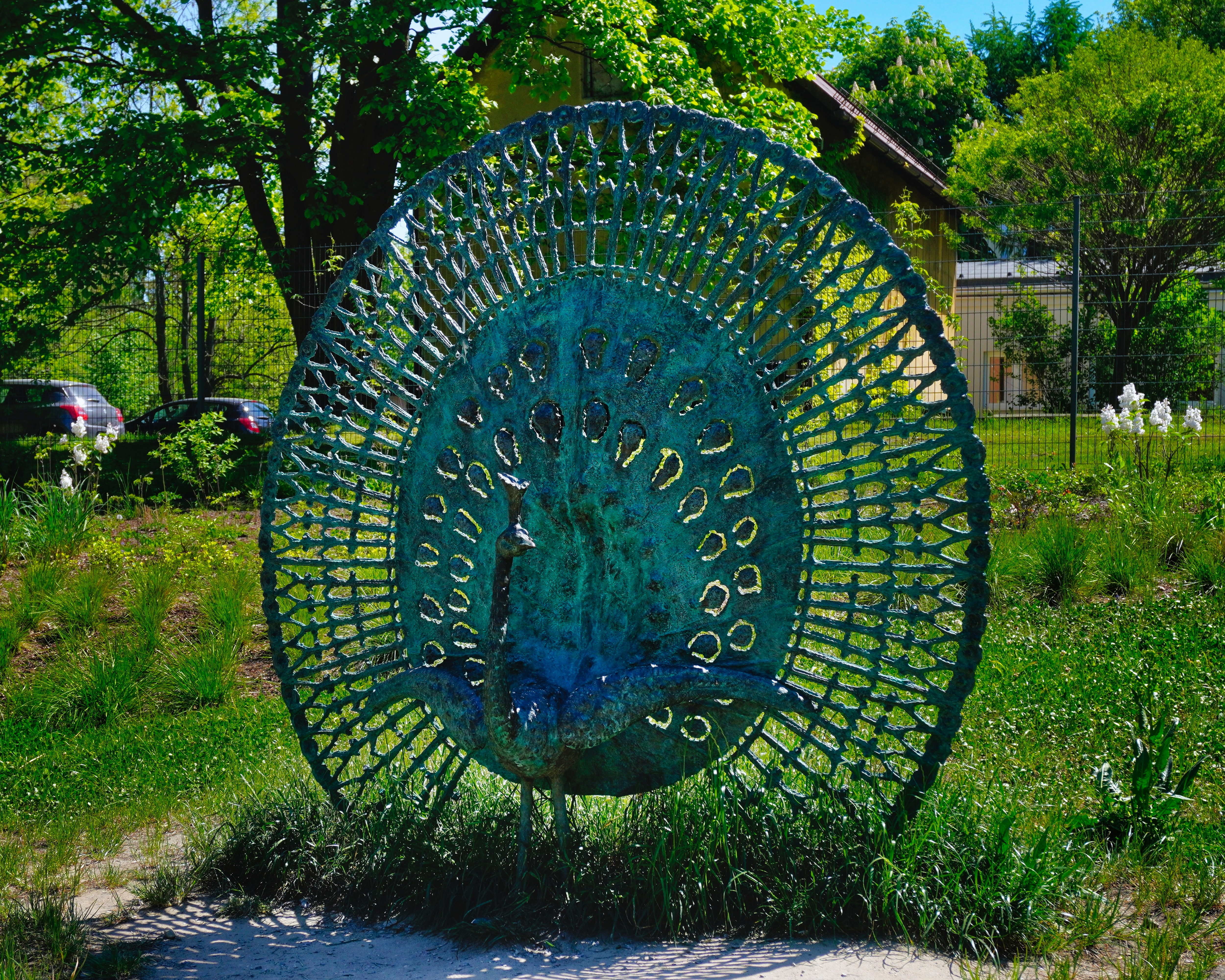
Rzeźba B. Chromego „Paw” Kraków, Ogród nad Sudołem
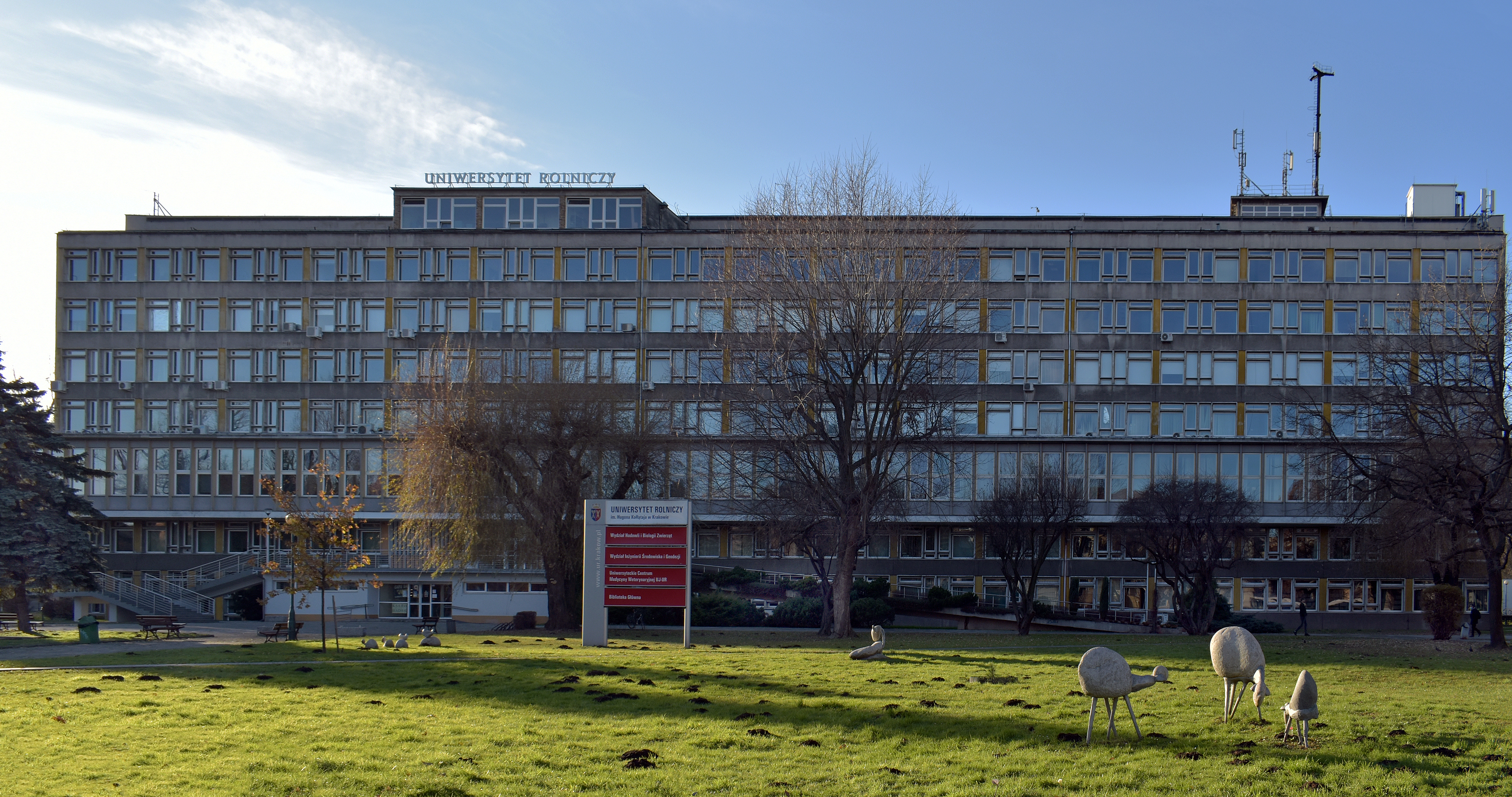
Rzeźby zwierząt przed budynkiem Wydziału Hodowli i Biologii Zwierząt UR Kraków, al. Mickiewicza 24

### Pomniki

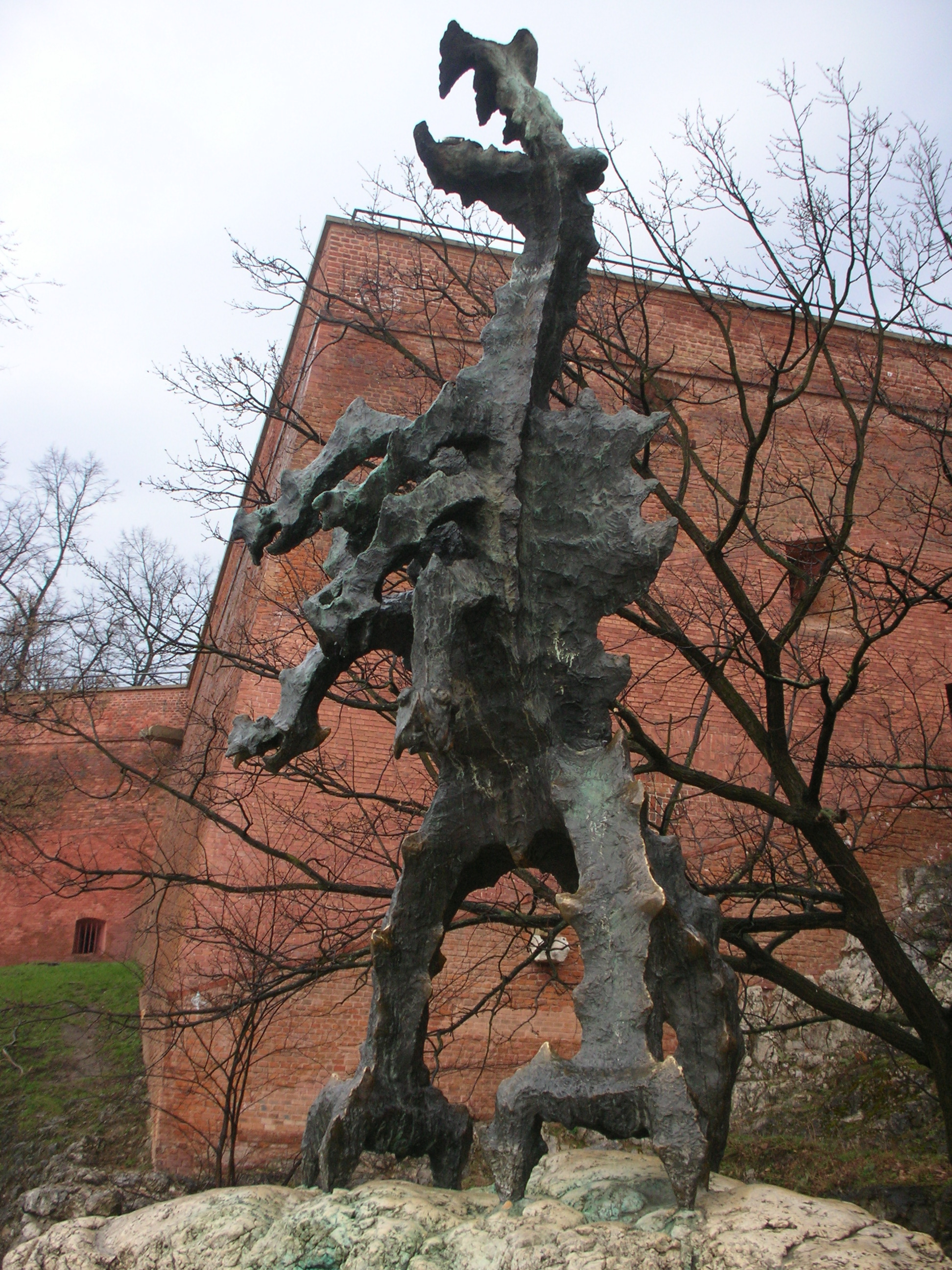
Rzeźba smoka wawelskiego
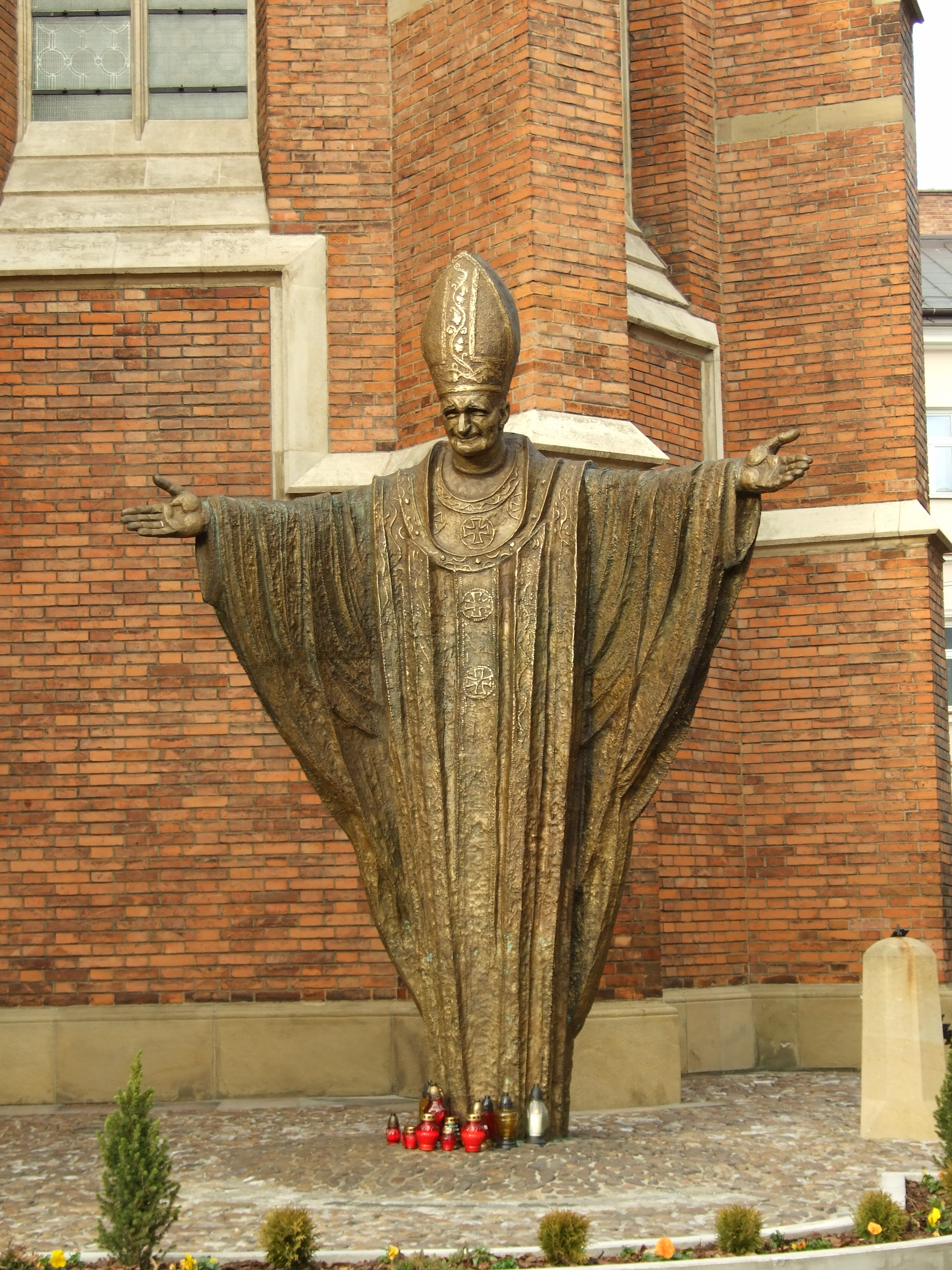
Pomnik Jana Pawła II Tarnów
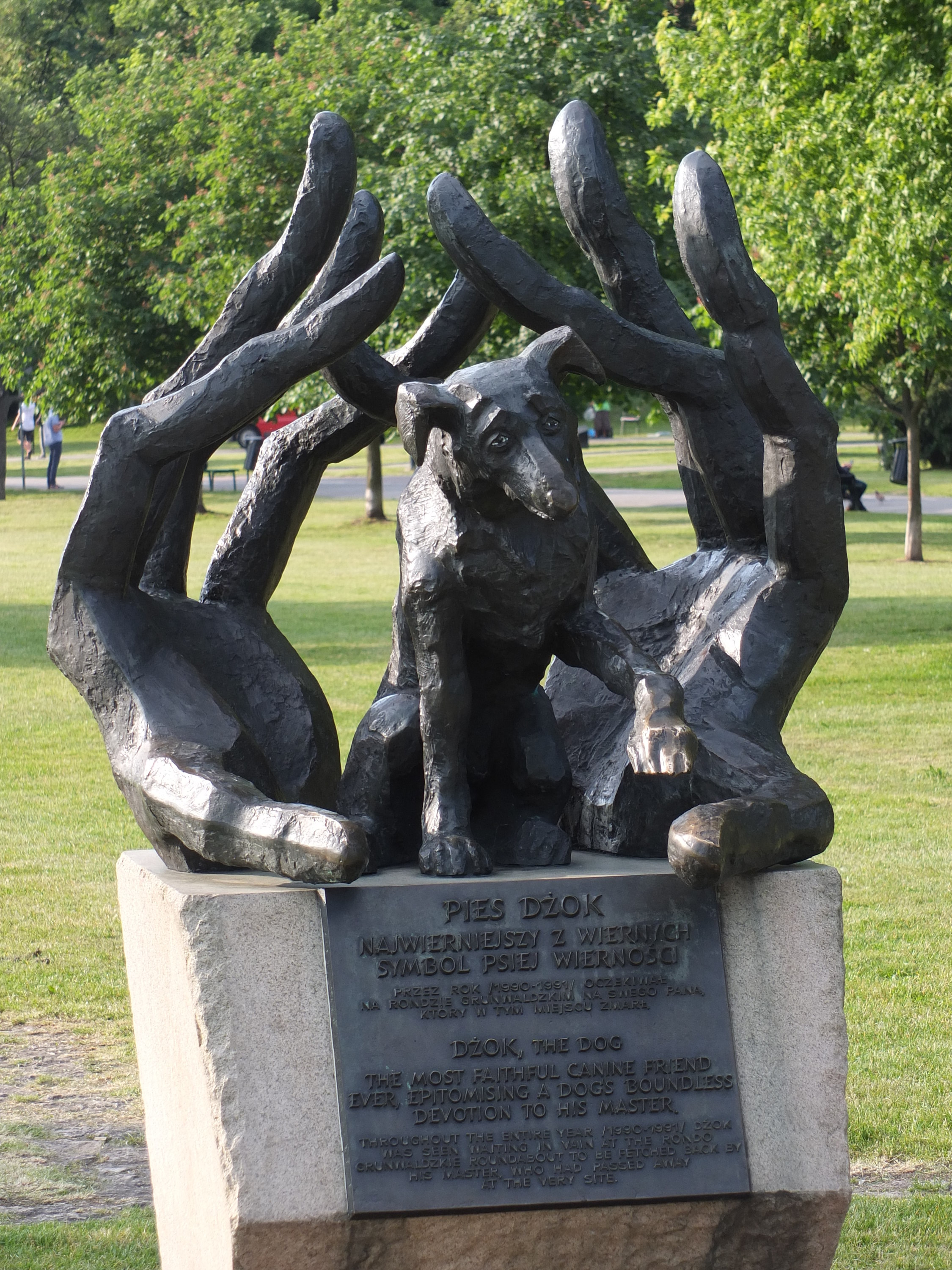
Pomnik psa Dżoka Kraków
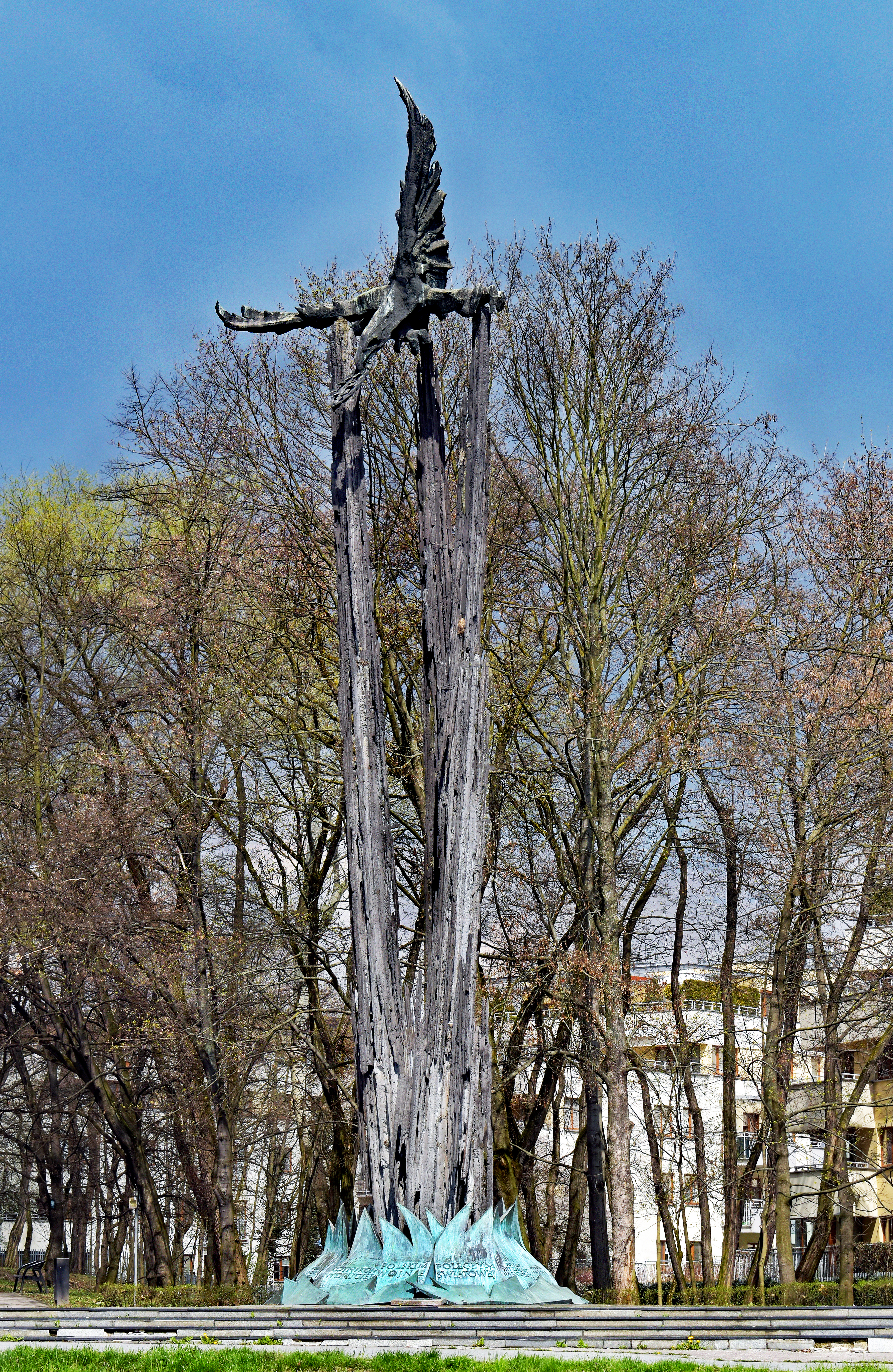
Pomnik Lotnikom Polskim Poległym na Wszystkich Frontach II WŚ Kraków al. Jana Pawła II Park Lotników
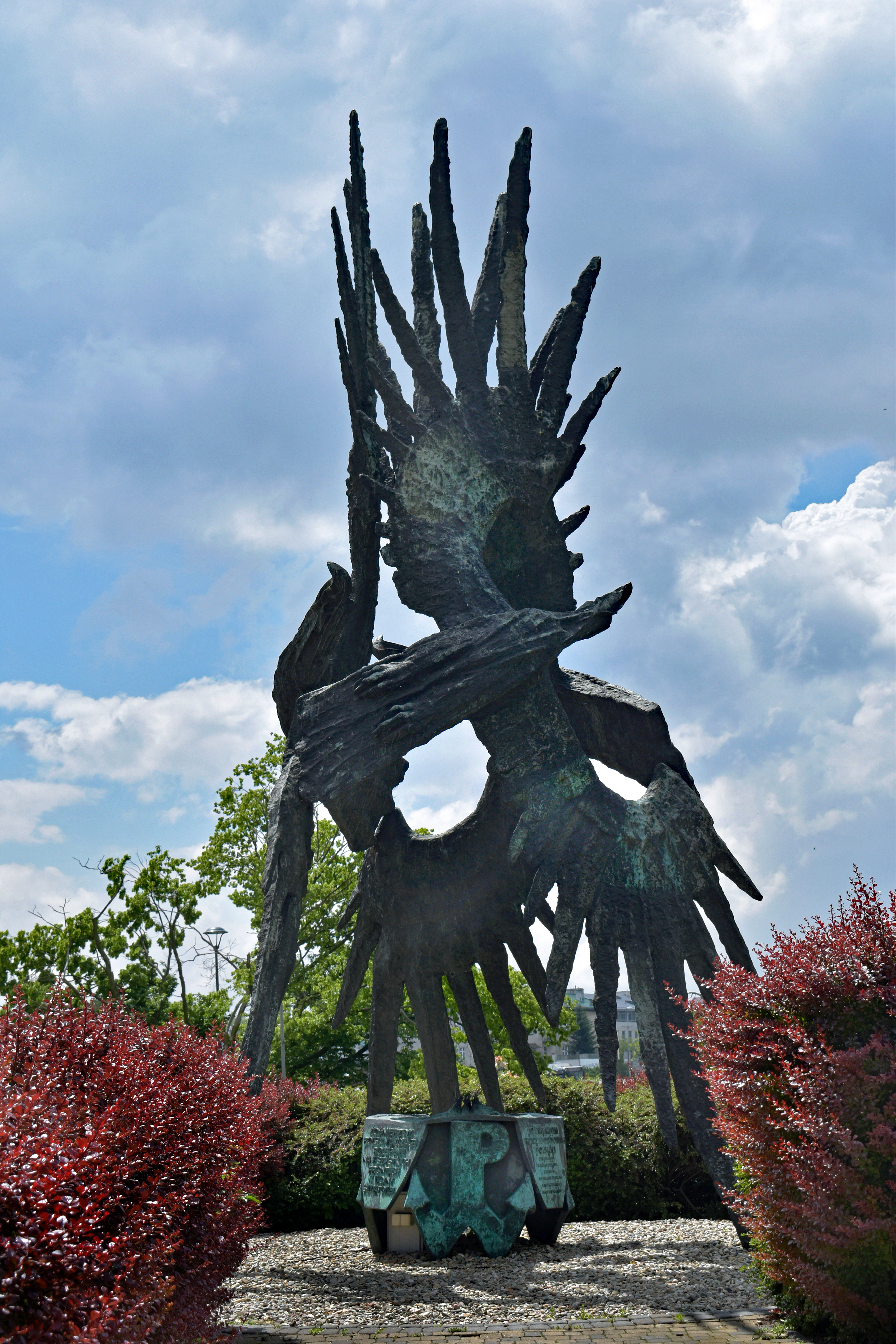
Pomnik Żołnierzom Polskim Walczącym na Wszystkich Frontach II WŚ Kraków ul. Powiśle
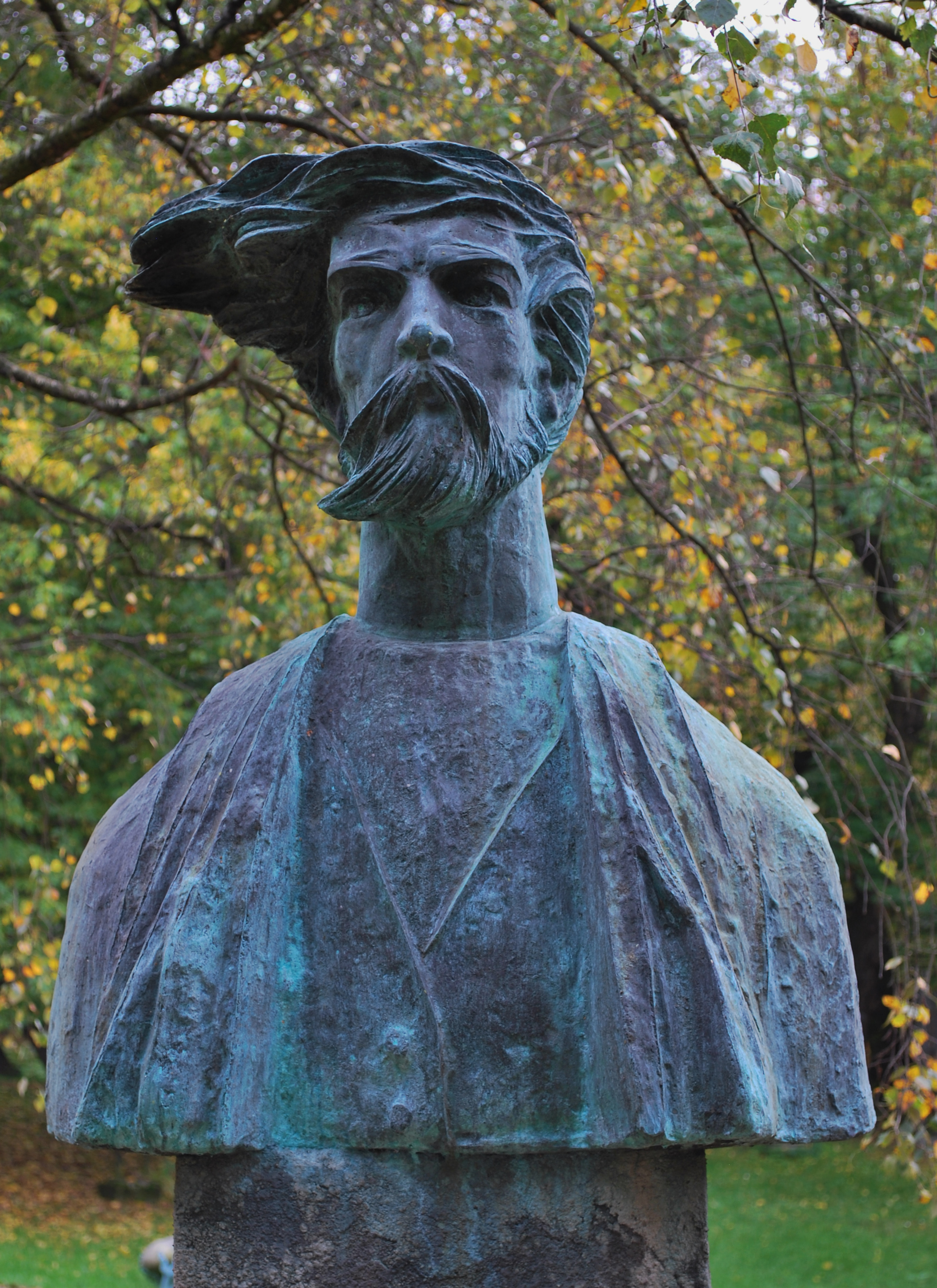
Popiersie Stanisława Wyspiańskiego Kraków Park Decjusza
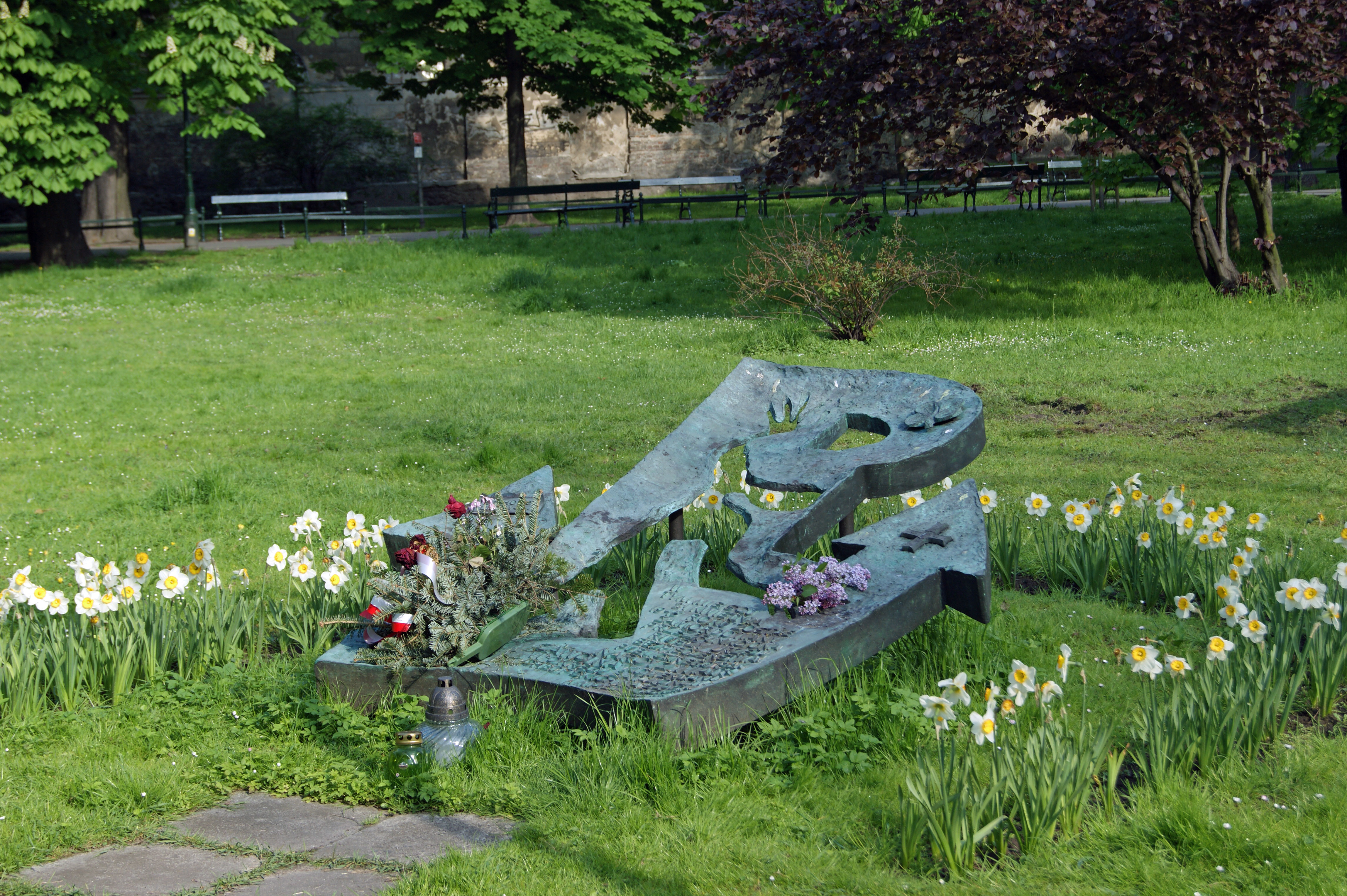
Pomnik Narcyza Wiatra Kraków Planty
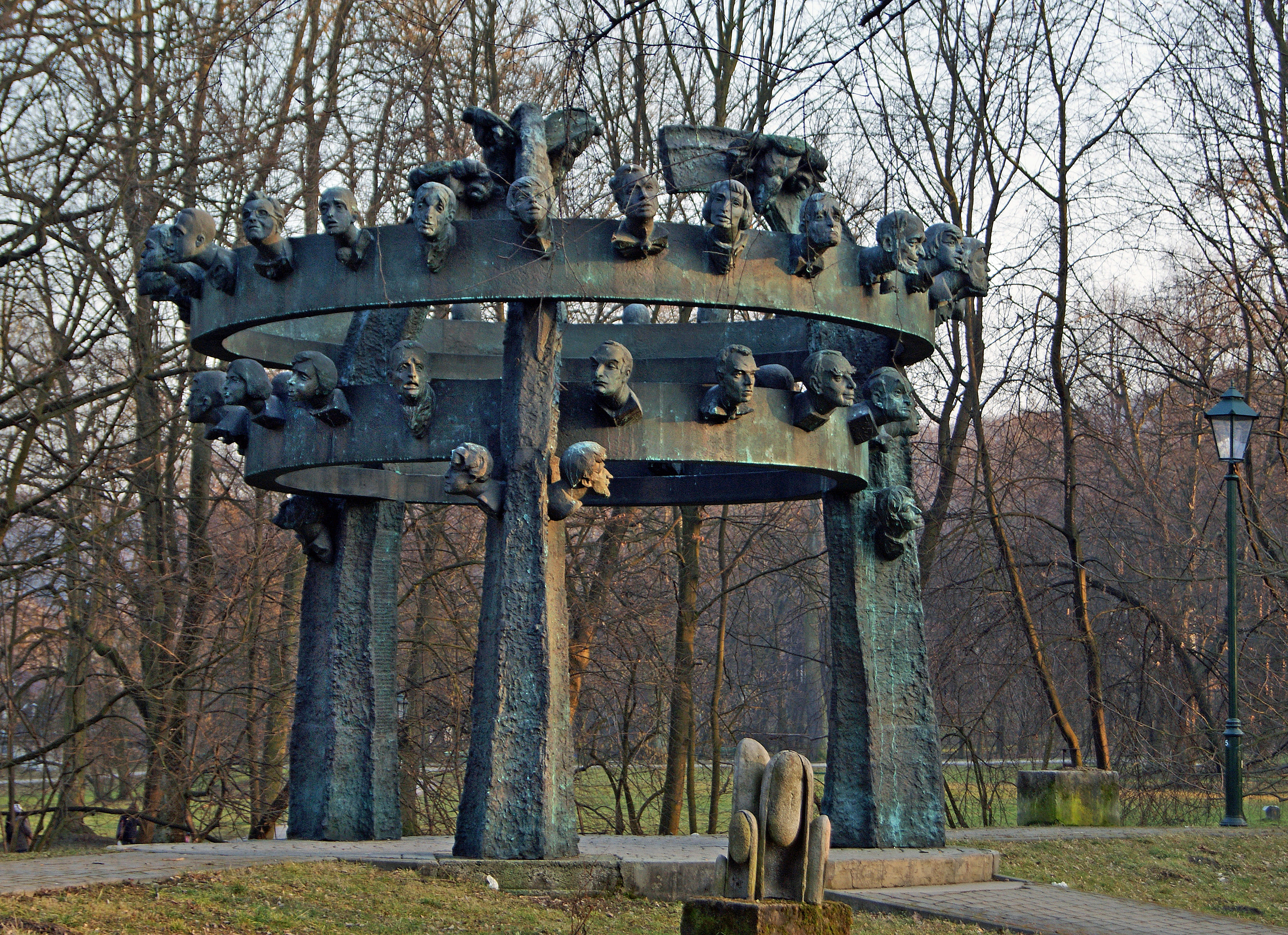
Pomnik Piwnicy pod Baranami Kraków, Park Decjusza

Wystawa czasowa „Smoczy ogród – Bronisław Chromy na Wawelu” (30.04 – 30.09.2022)
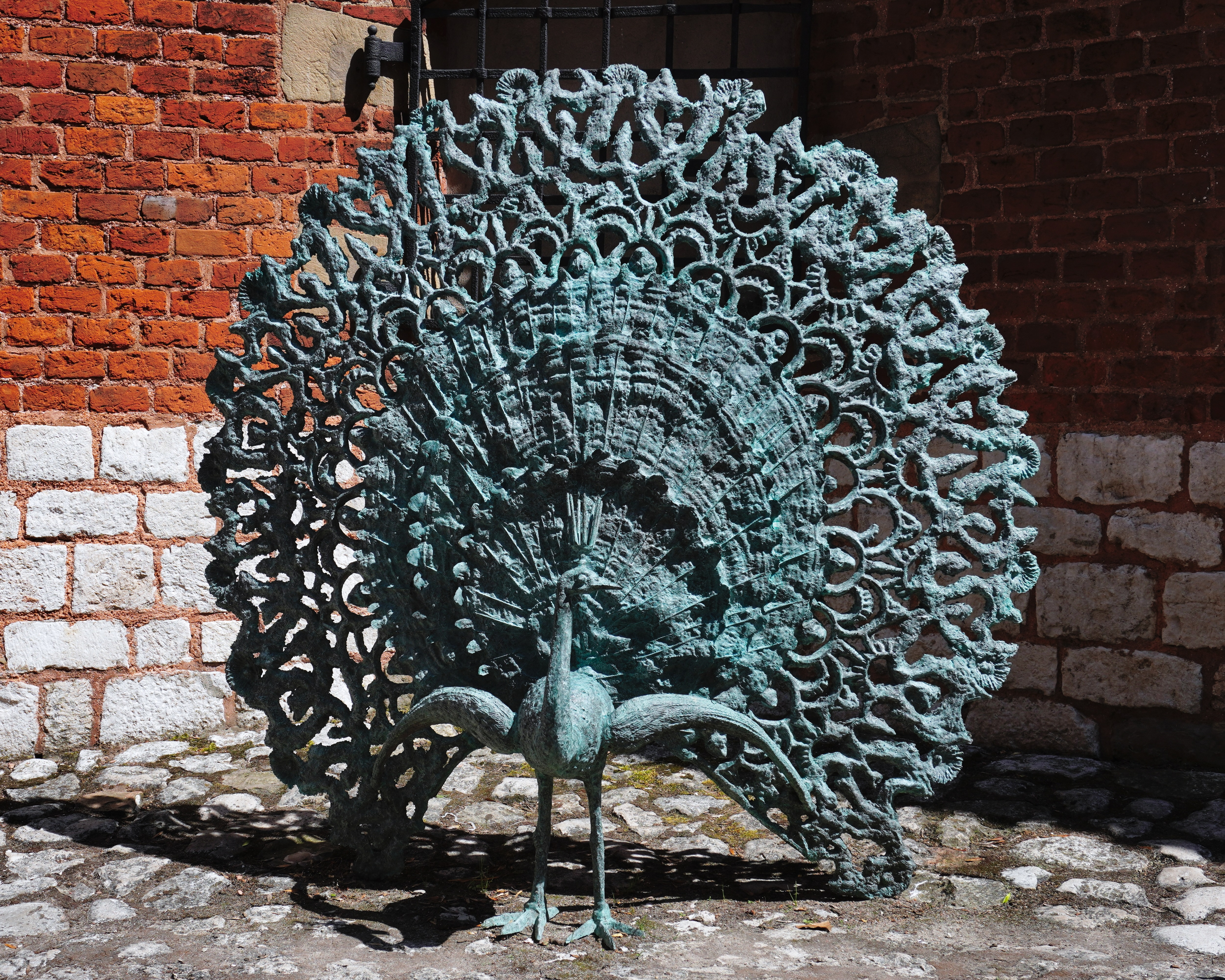
„Paw” (brąz patynowany, 1990)
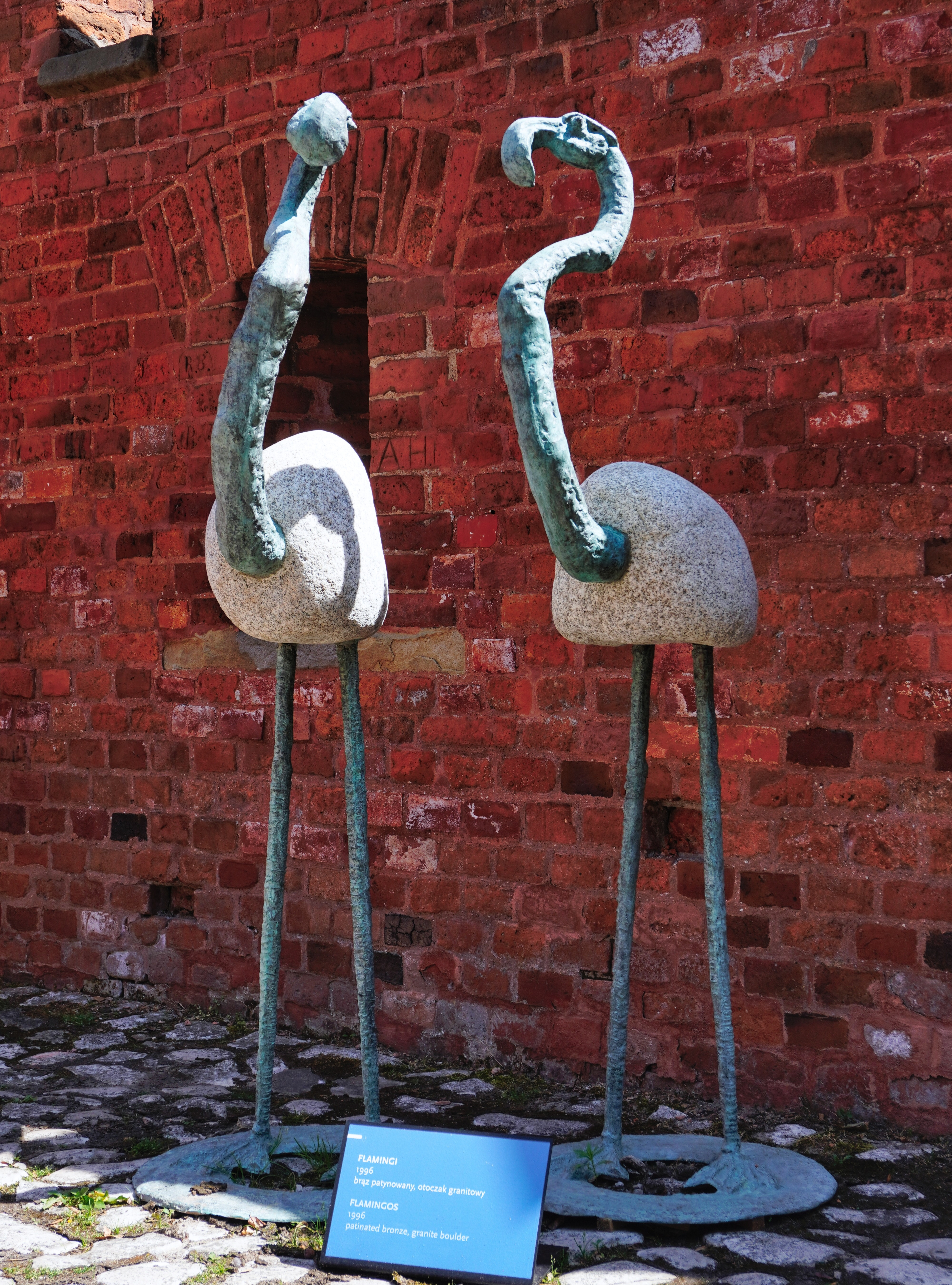
„Flamingi” (brąz patynowany, otoczak granitowy, 1996)
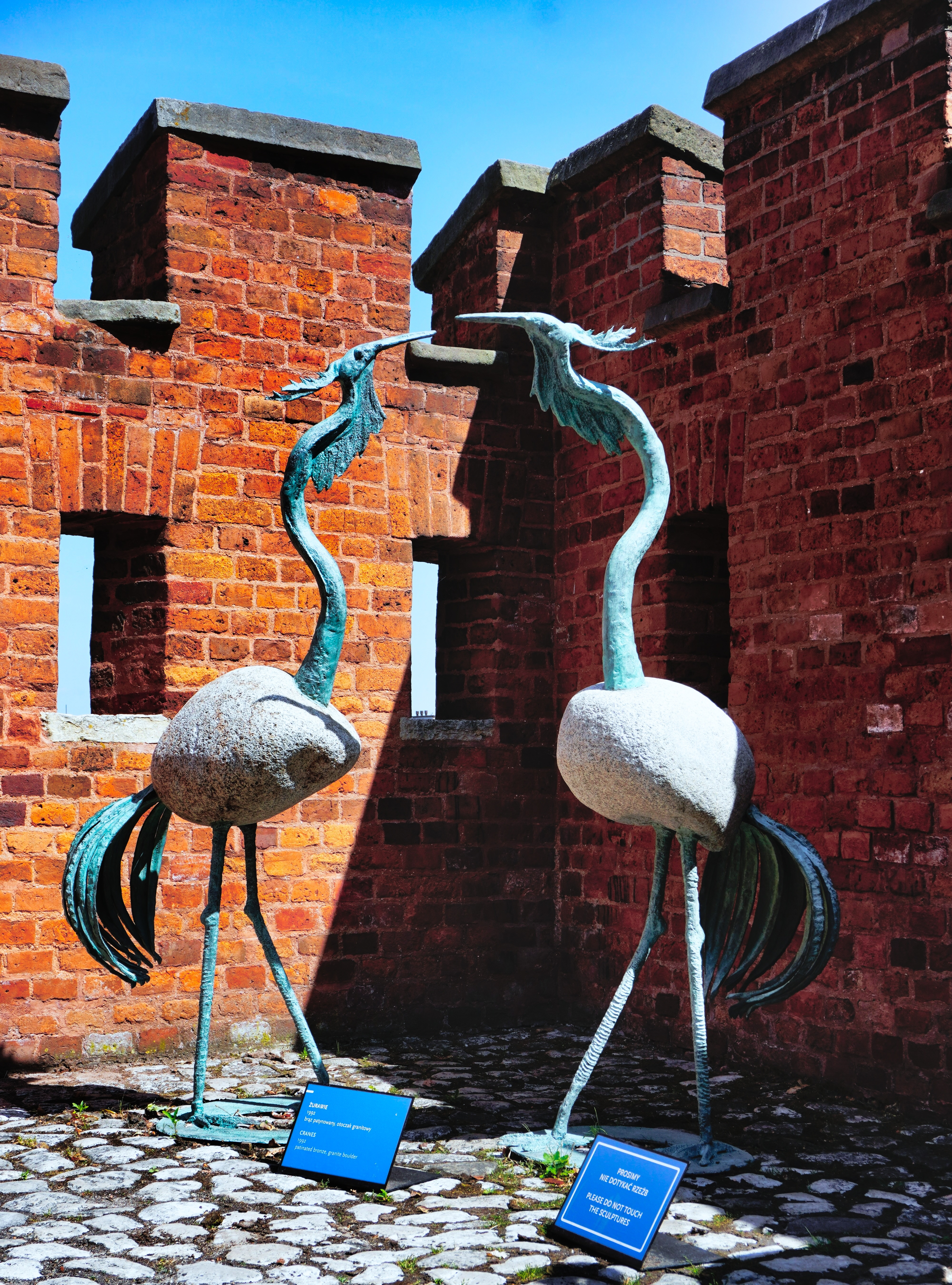
„Żurawie” (brąz patynowany, otoczak granitowy, 1992)
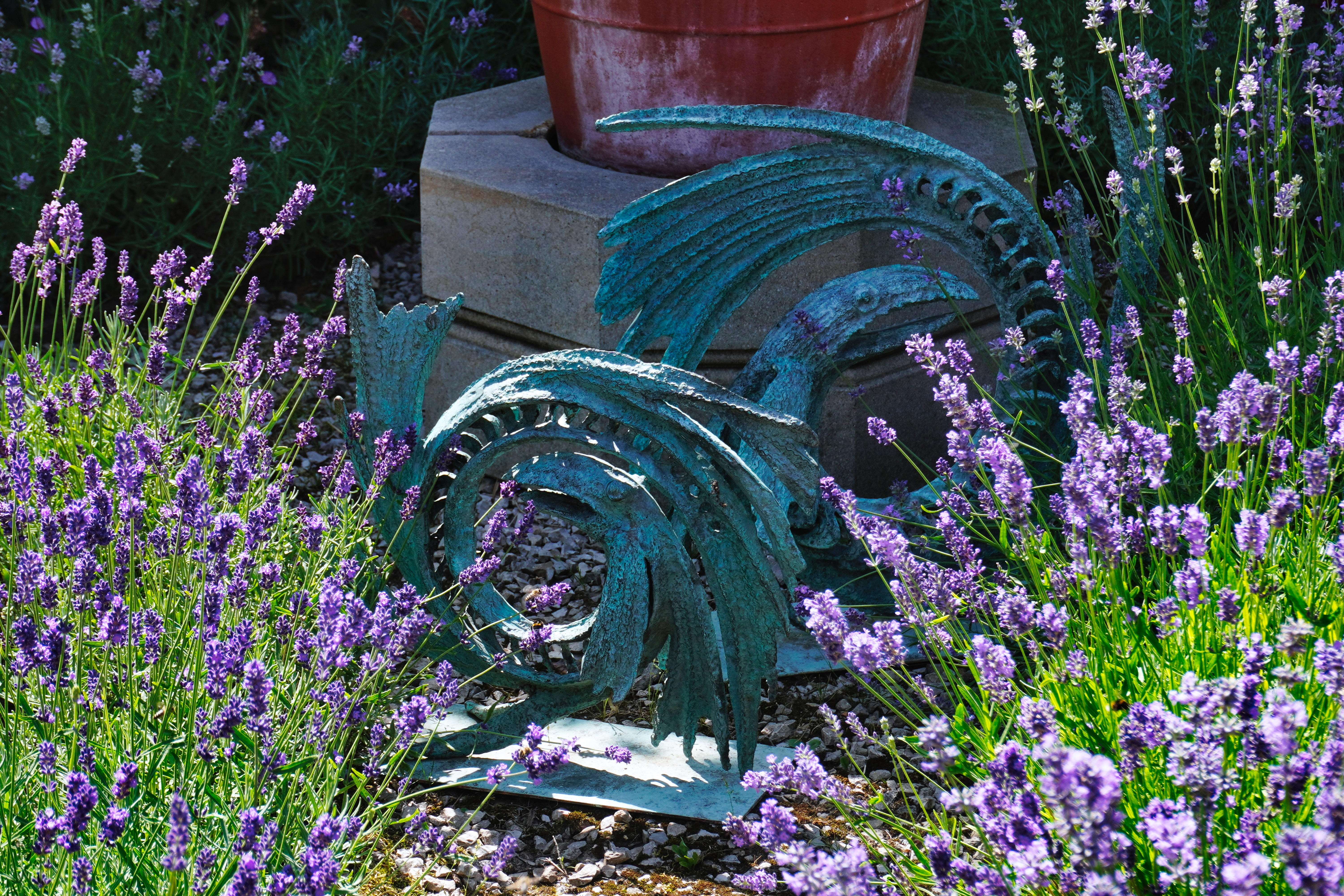
„Ryba” (brąz patynowany, 2004)
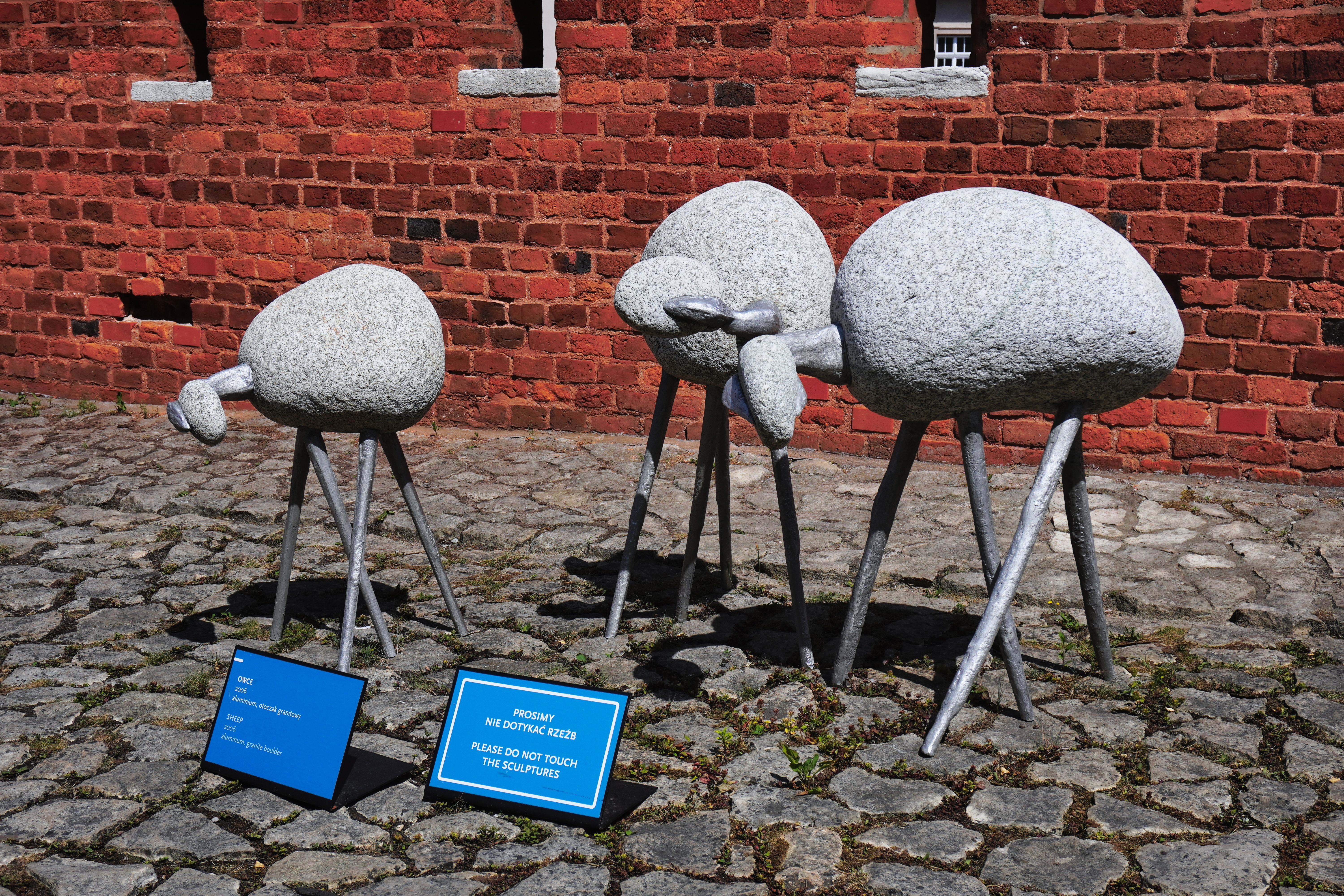
„Owce” (aluminium, otoczak granitowy, 2006)
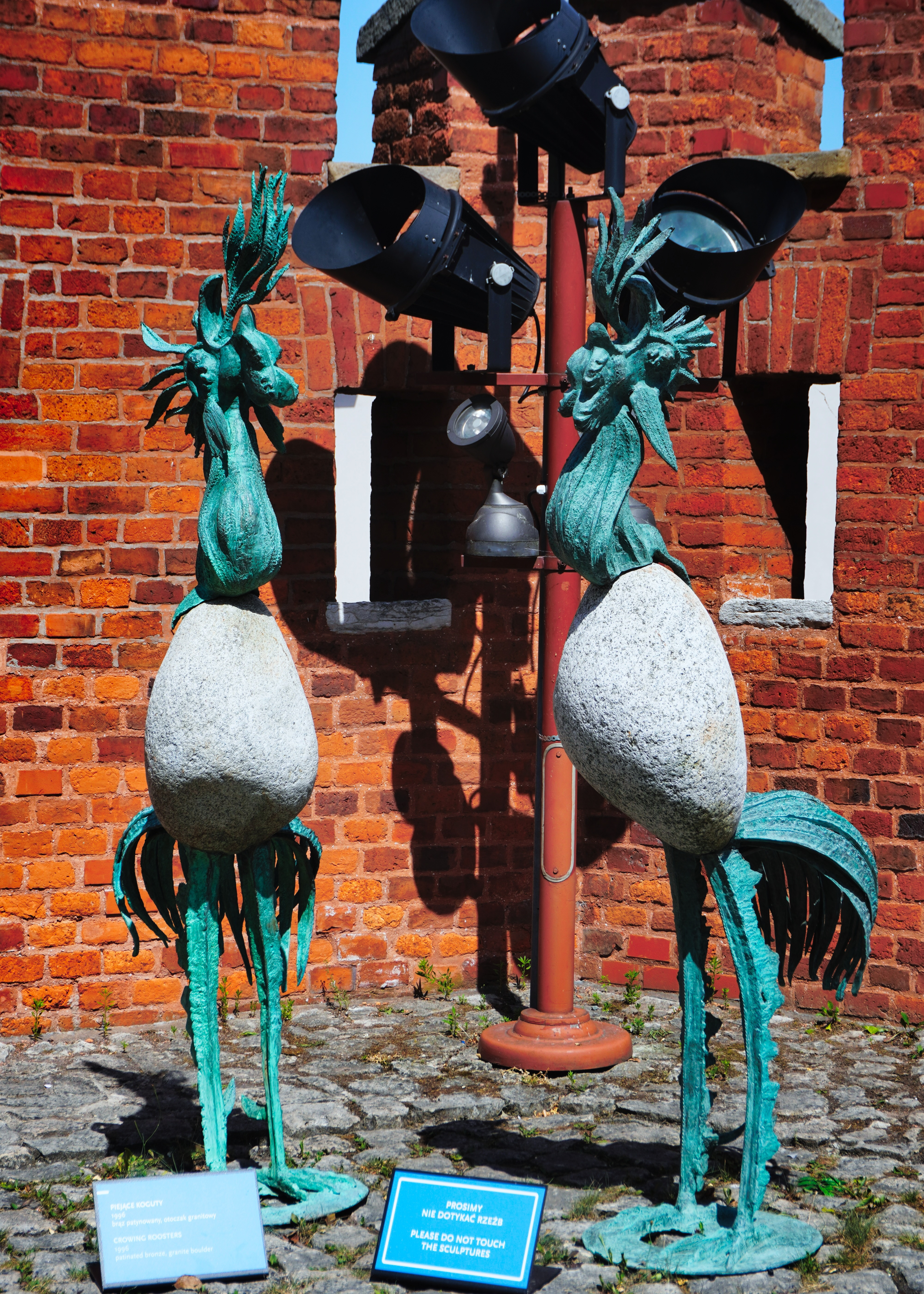
„Piejące koguty” (brąz patynowany, otoczak granitowy, 1996)
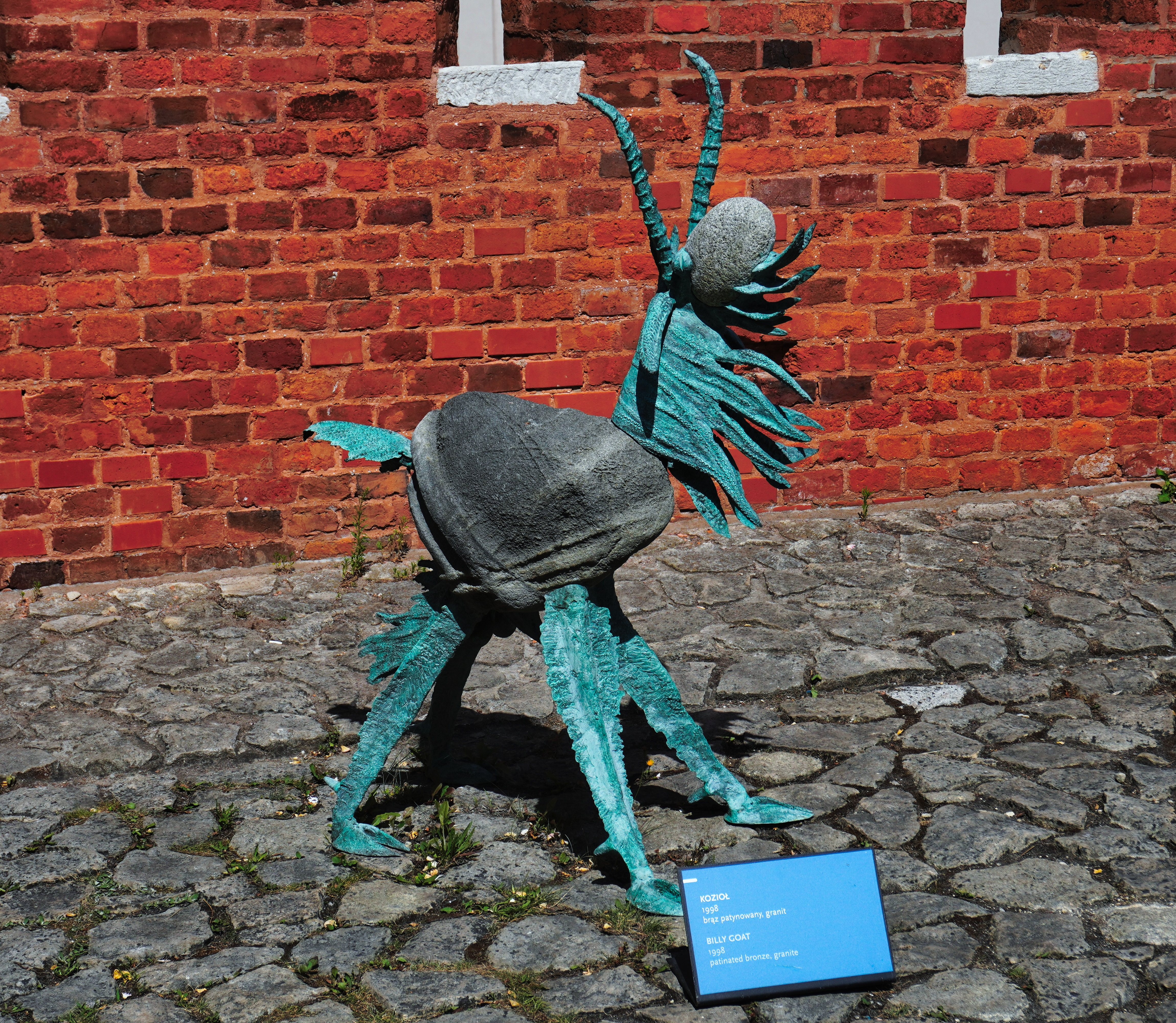
„Kozioł” (brąz patynowany, granit, 1998)
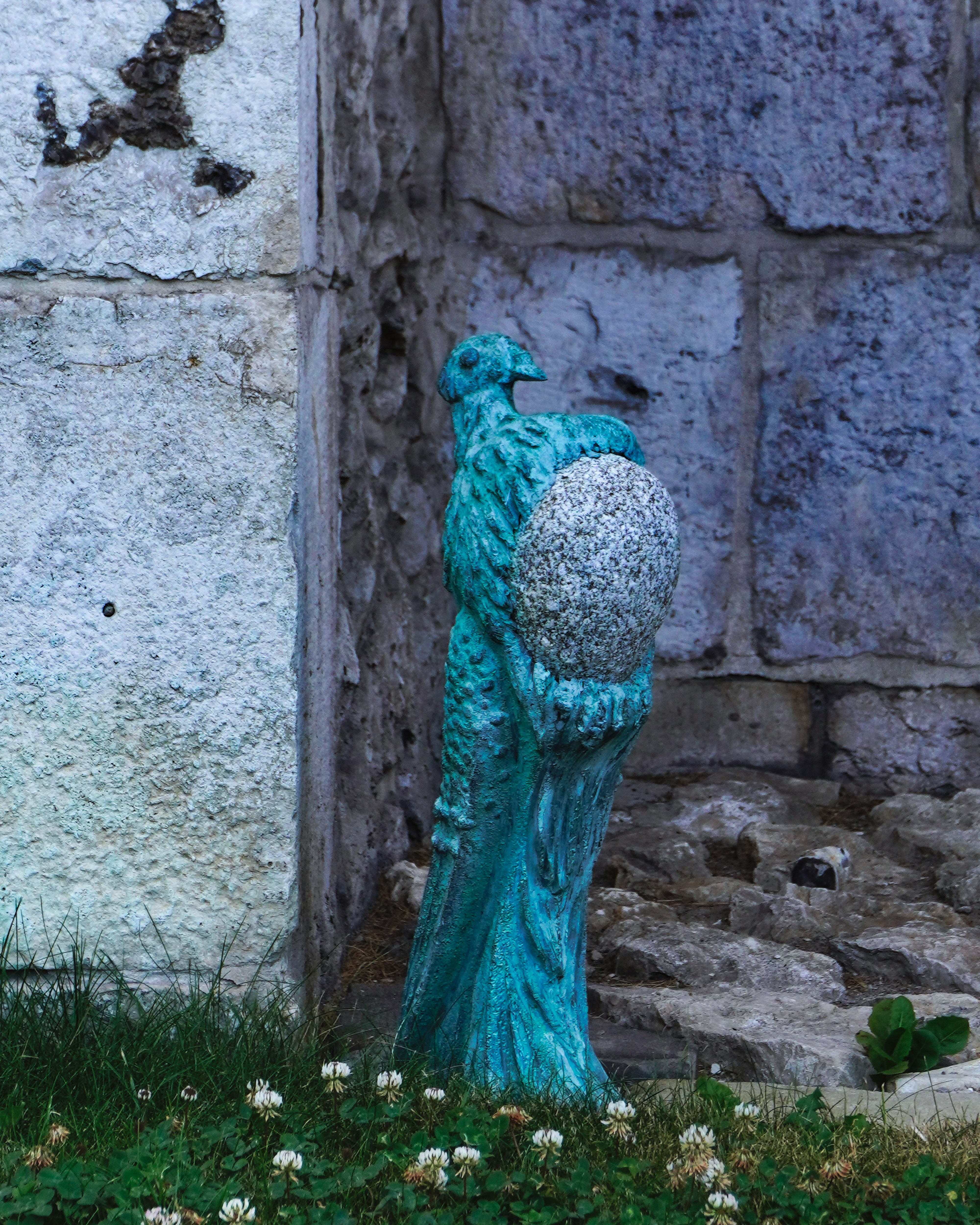
„Gołąb” (brąz patynowany, otoczak granitowy, 2010)
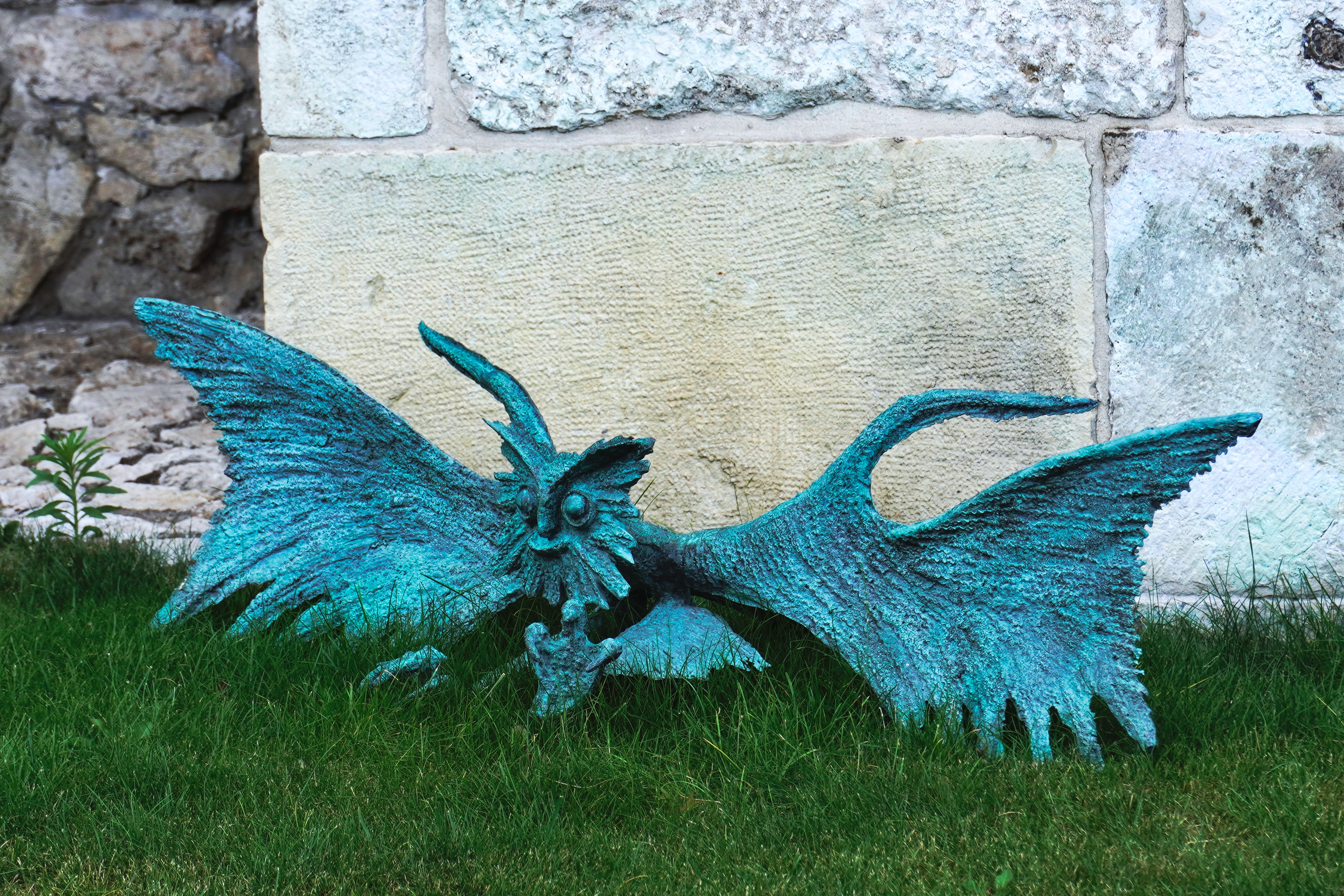
„Sowa W Locie” (brąz patynowany, 1991)
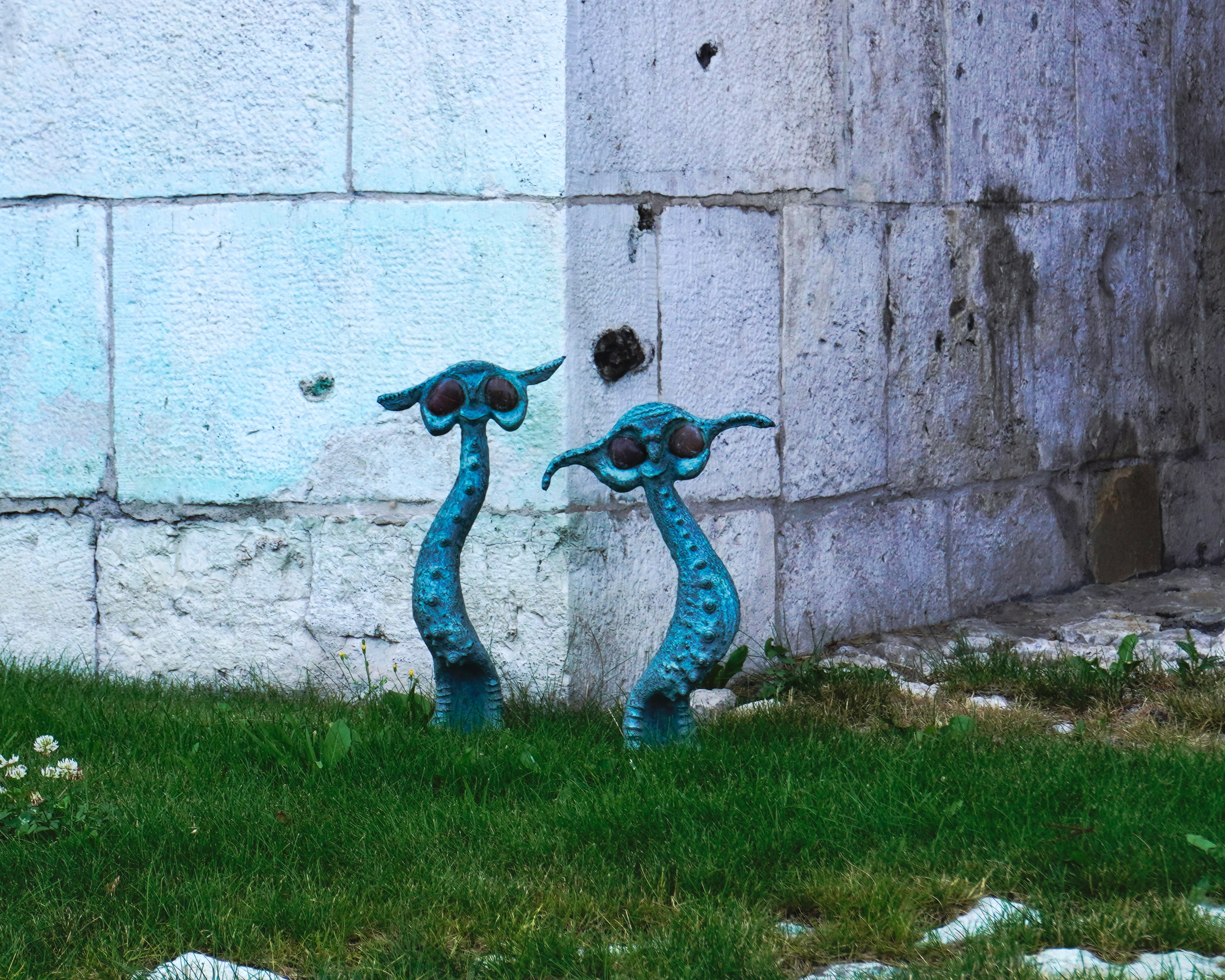
„Sowy” (brąz patynowany, kamień, 1995)
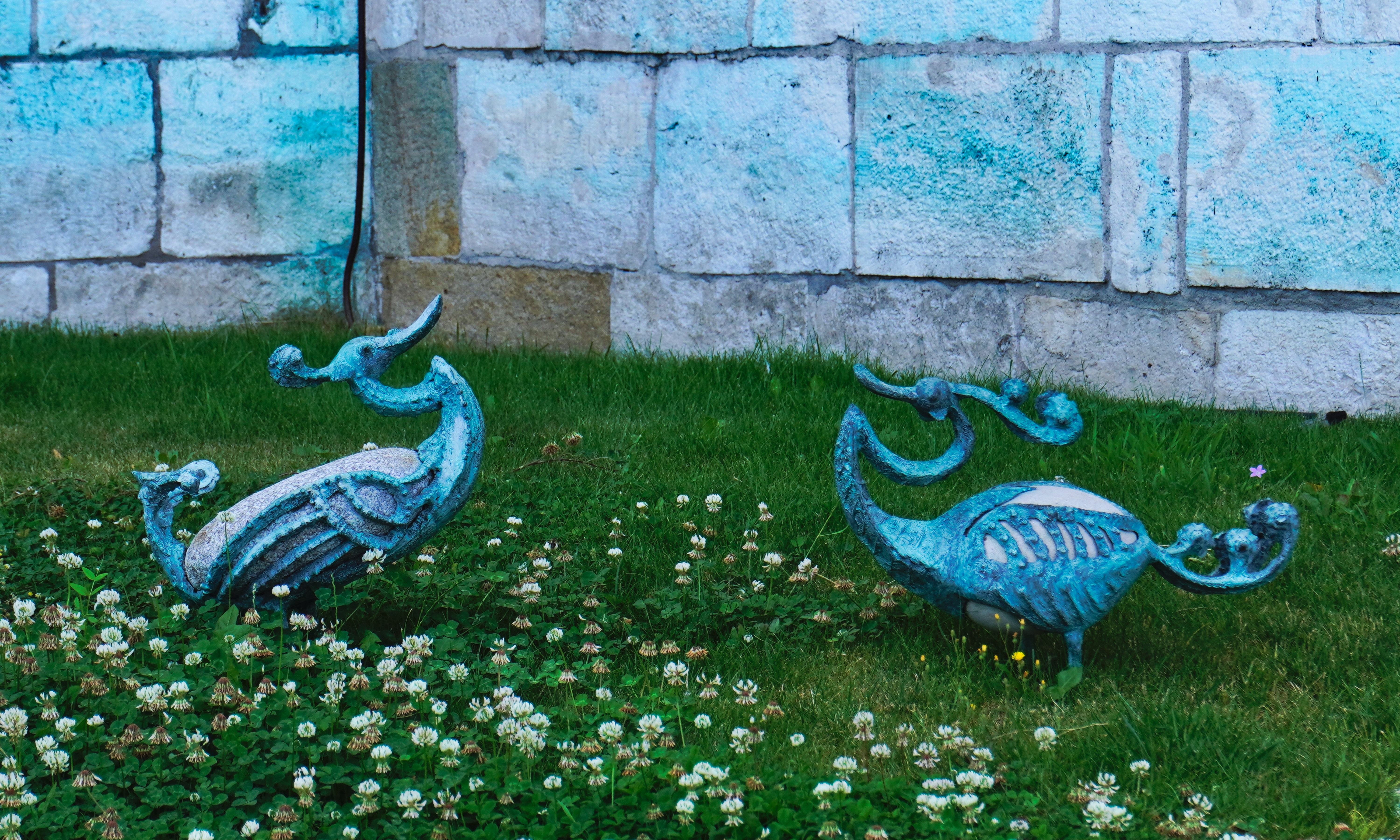
„Kaczki” (brąz patynowany, otoczak granitowy, 2010)
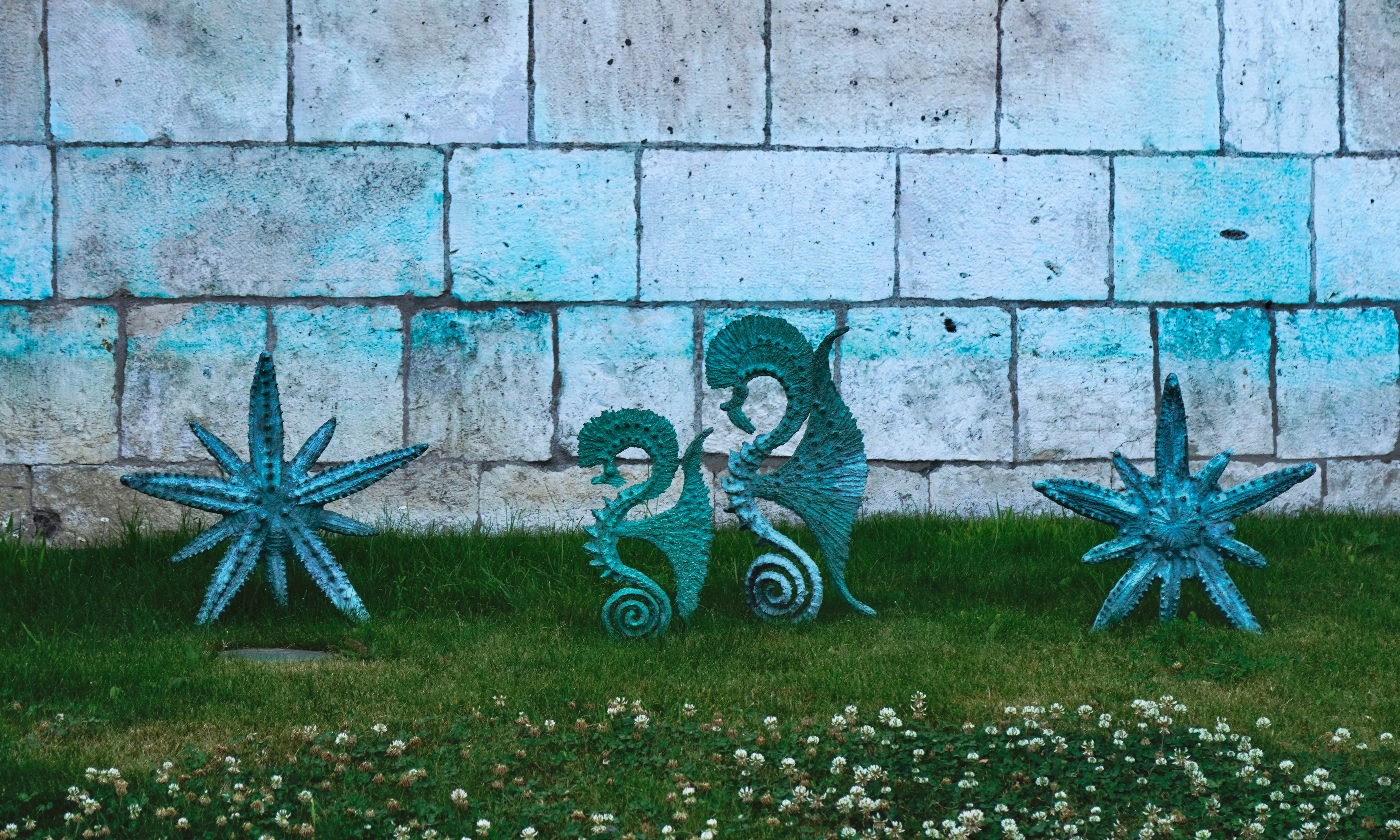
„Rozgwiazdy” i „Koniki Morskie” (brąz patynowany, 2004)
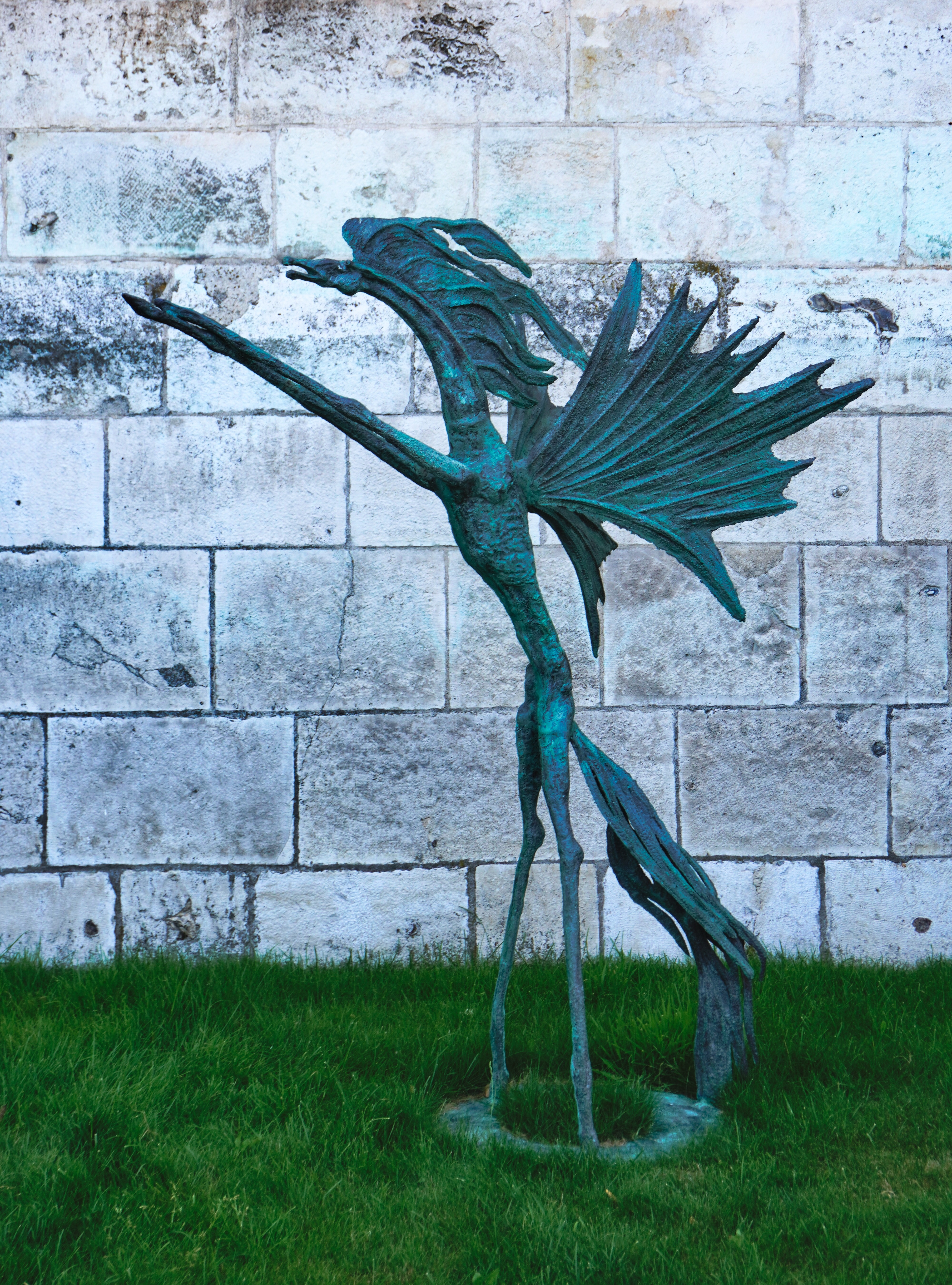
„Pegaz” (brąz patynowany, 1998)
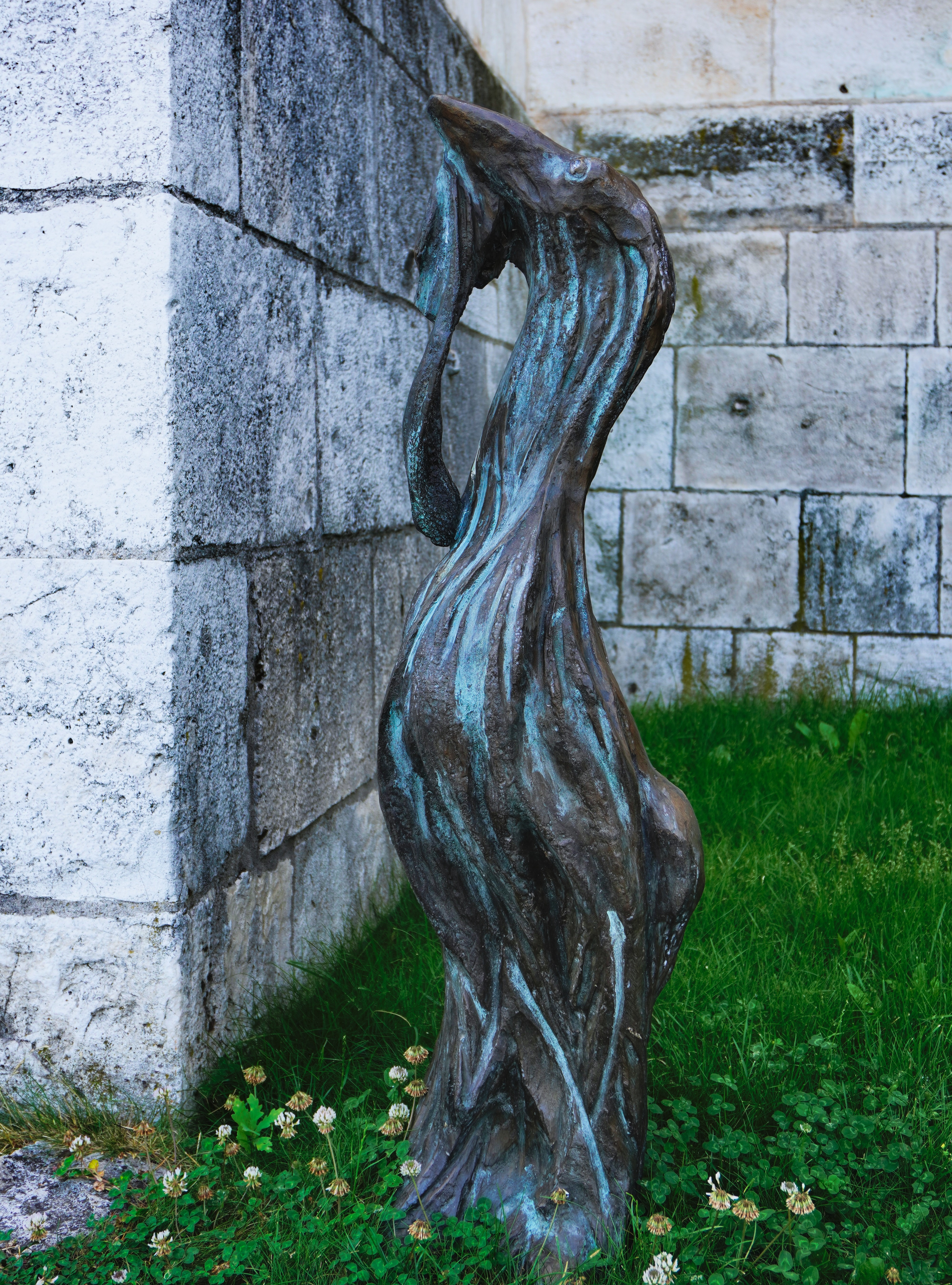
„Chart Afgański” (brąz patynowany, 2000)
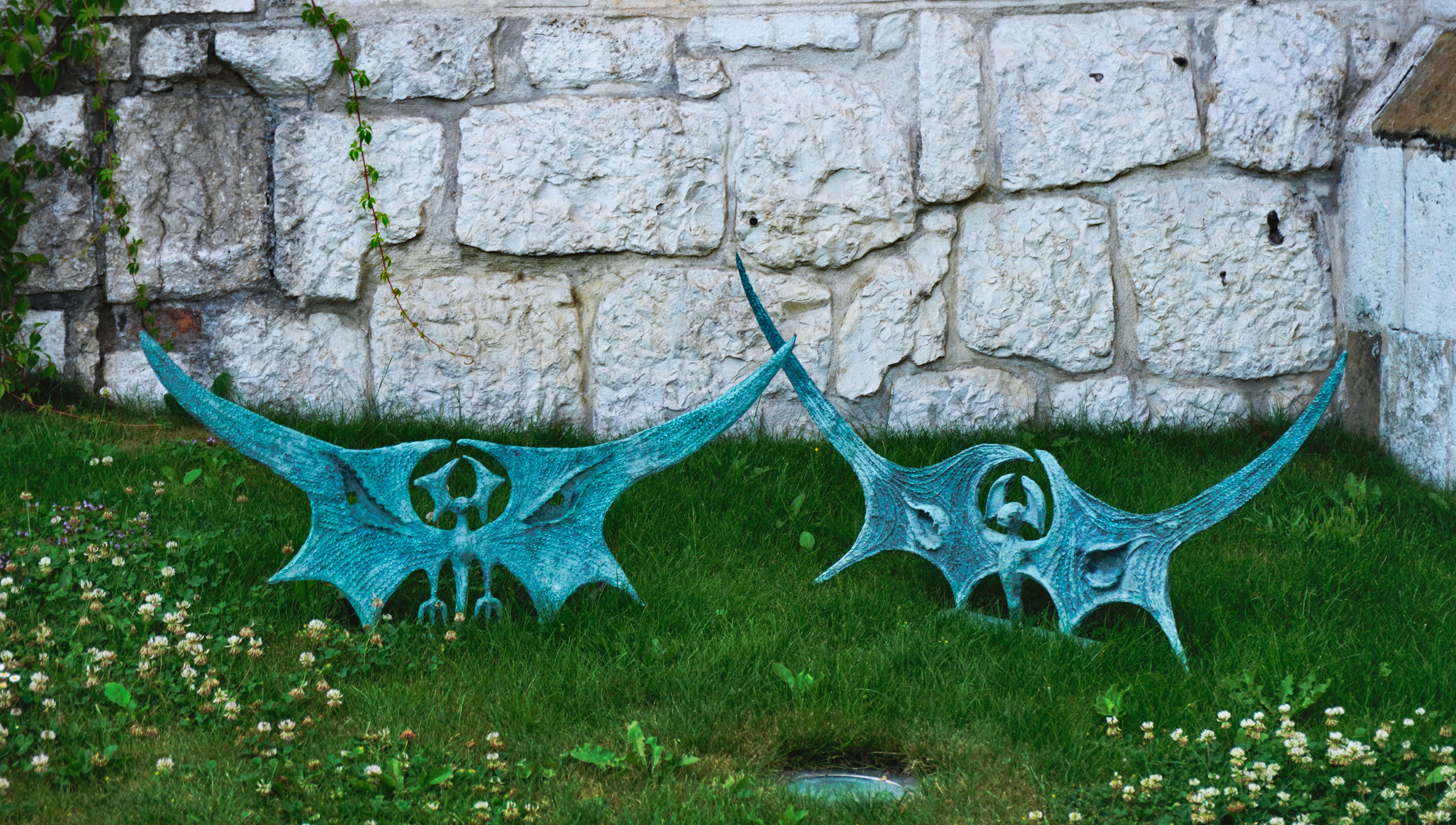
„Nietoperze” (brąz patynowany, 1991)
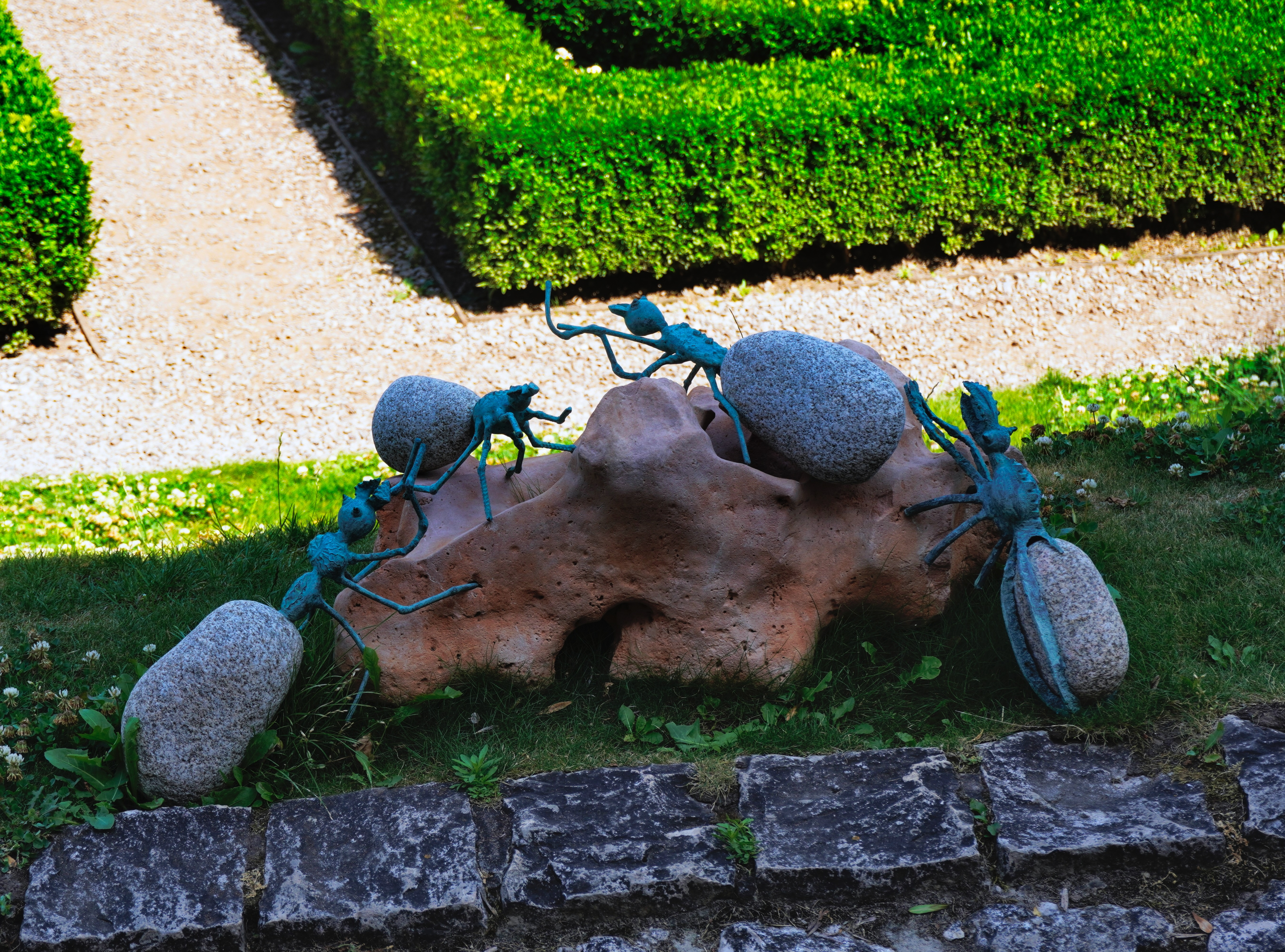
„Mrówki” (brąz patynowany, otoczak granitowy, 2007)
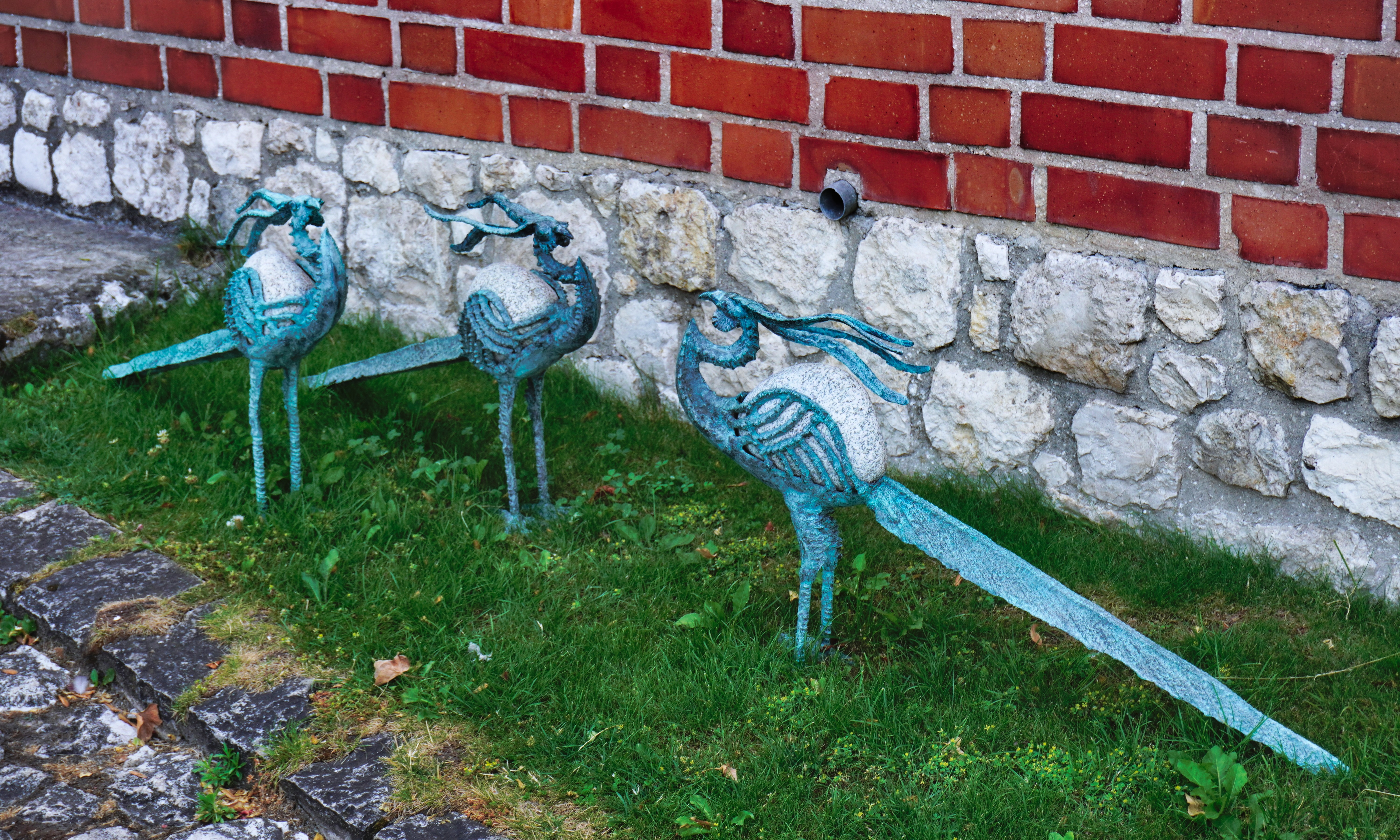
„Bażanty” (brąz patynowany, otoczak granitowy, 2004)
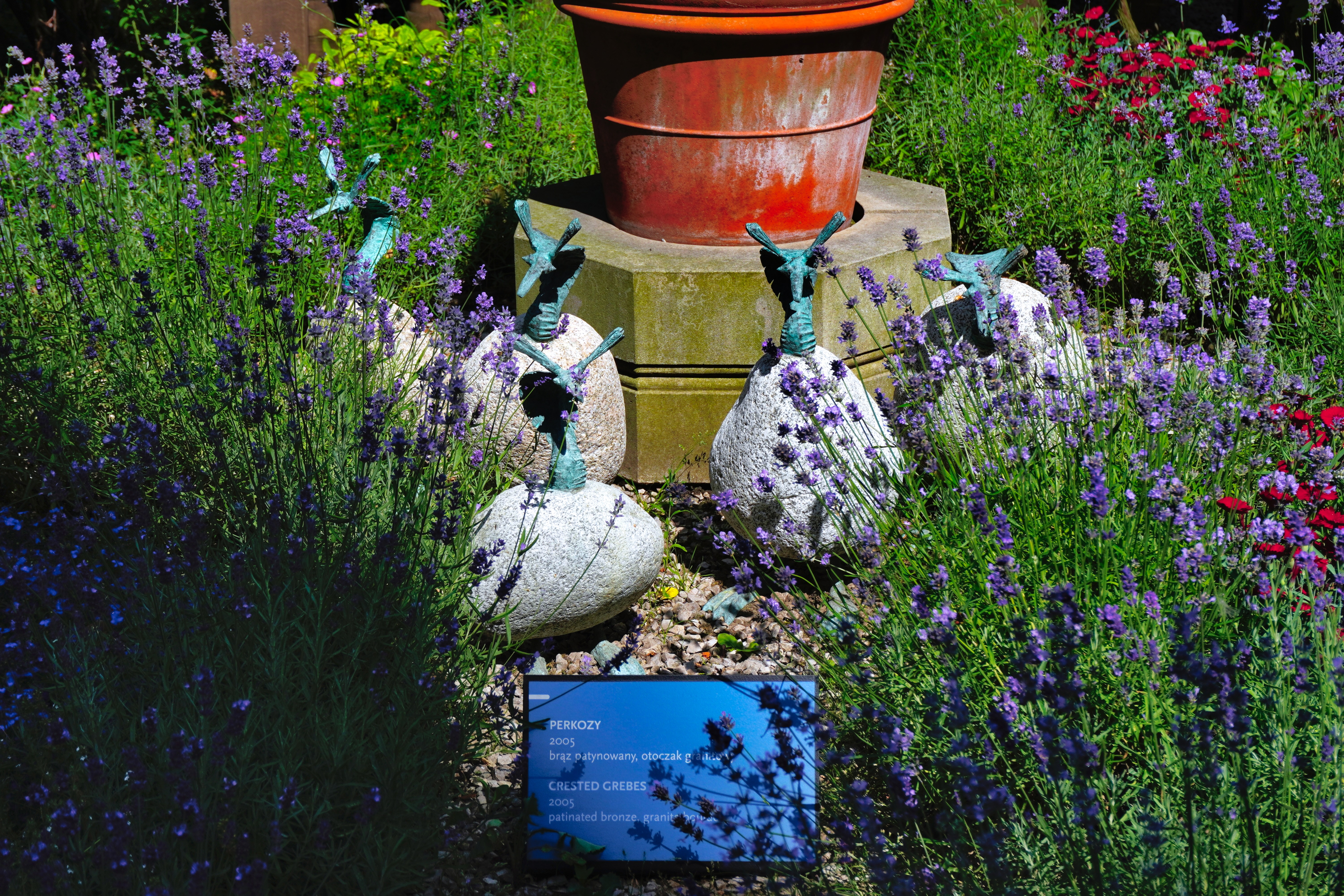
„Perkozy” (brąz patynowany, otoczak granitowy, 2005)
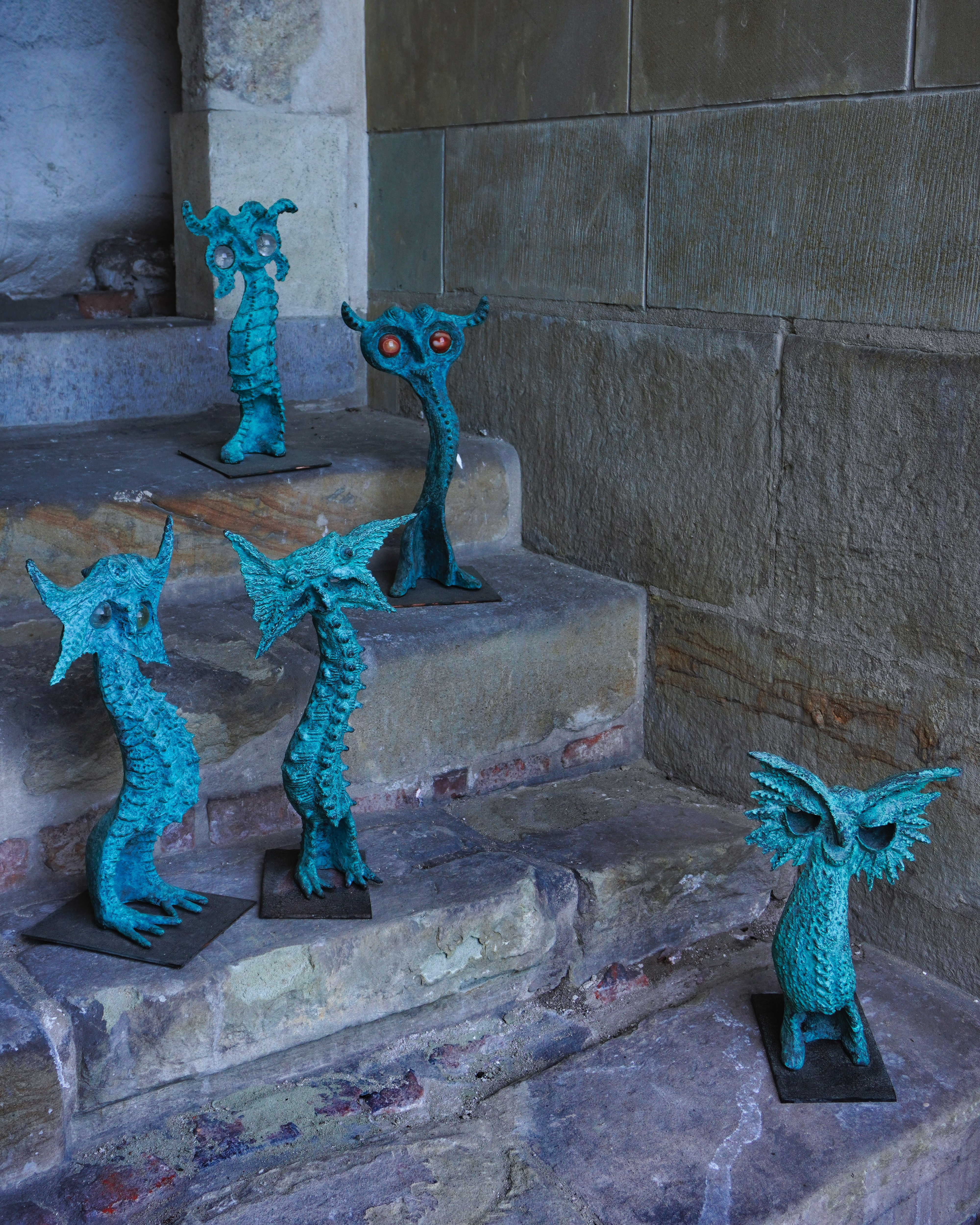
„Sowy” (brąz patynowany, 2003)
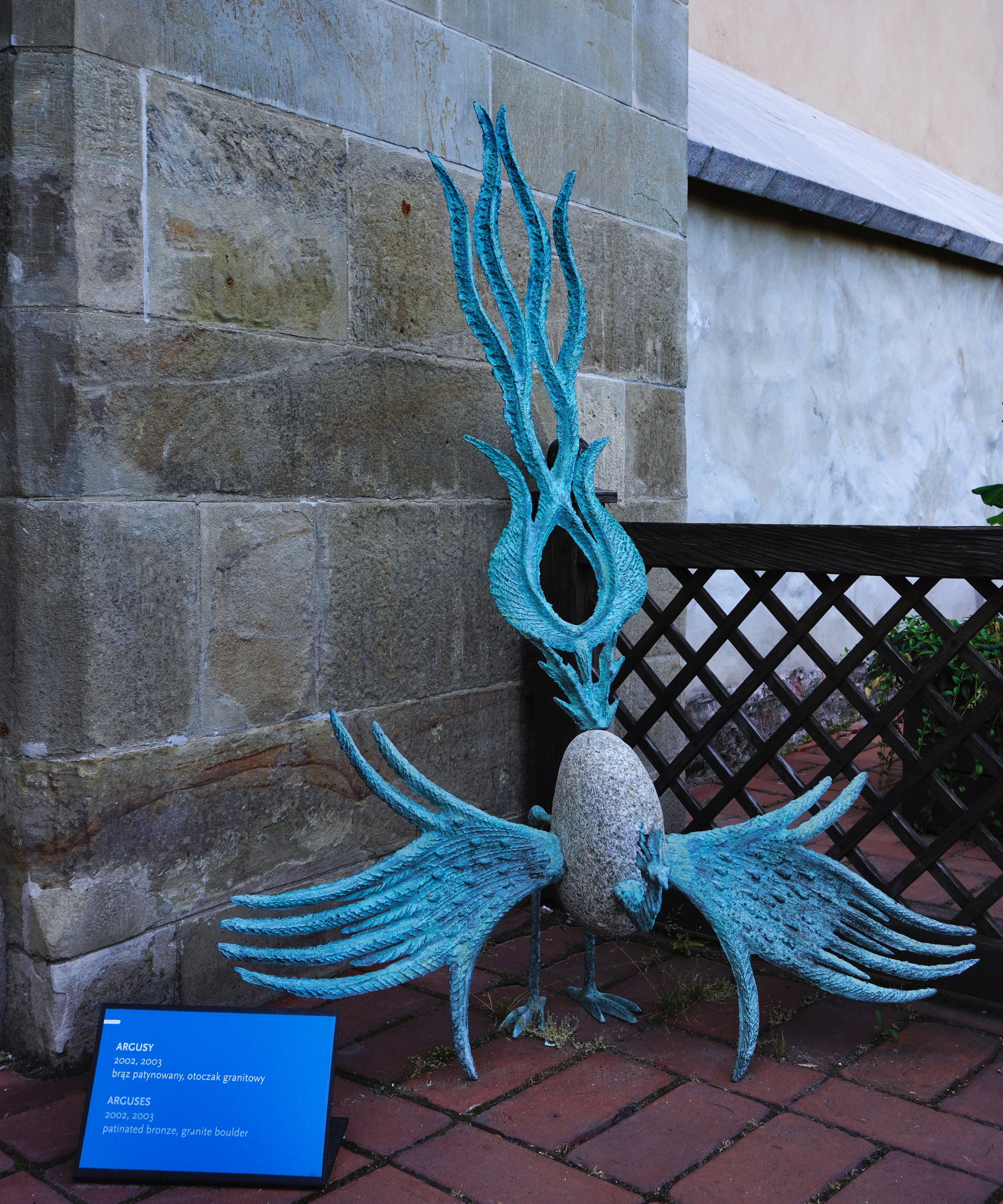
„Argusy” (brąz patynowany, otoczak granitowy, 2002, 2003)
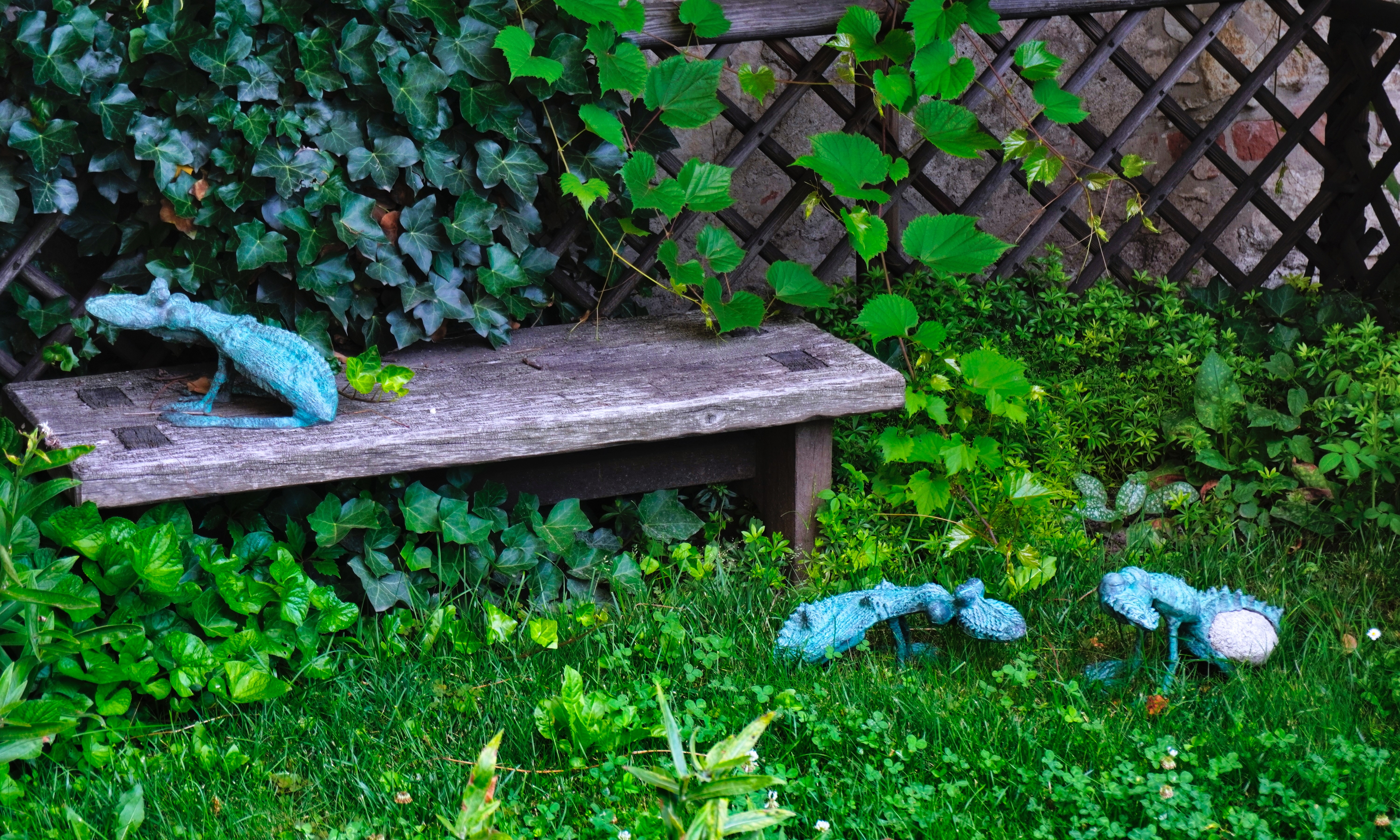
„Żaby” (brąz patynowany, otoczak granitowy, 2004)
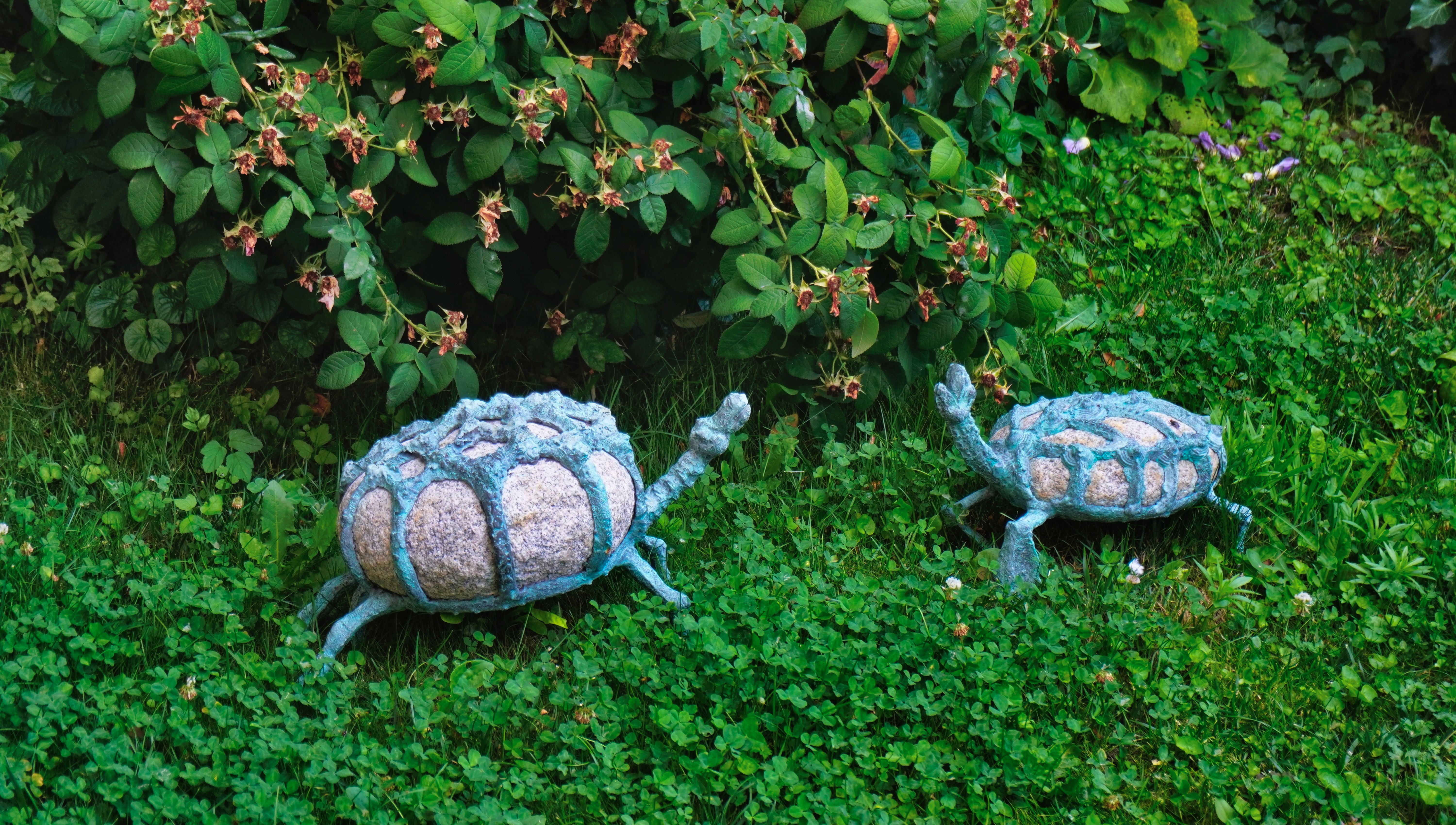
„Żółwie” (brąz patynowany, otoczak granitowy, 2005)